# Воздушно-десантные войска СССР
Воздушно-десантные войска Вооружённых Сил СССР (ВДВ ВС СССР) — род войск Вооружённых Сил СССР, предназначался для охвата противника по воздуху и выполнения задач в его тылу по нарушению управления войсками, захвату и уничтожению наземных элементов высокоточного оружия, срыву выдвижения и развертывания резервов, нарушению работы тыла и коммуникаций, а также по прикрытию (обороне) отдельных направлений, районов, открытых флангов, блокированию и уничтожению высаженных воздушных десантов, прорвавшихся группировок противника и выполнения других задач.

## Список подчинения ВДВ
В разные годы своего существования Воздушно-десантные войска представляли собой как подчинённый род войск в составе вида вооружённых сил, так и отдельный род войск.
С момента создания первого формирования в июне 1931 года и до августа 1938 года, авиадесантные части находились в двойственном подчинении. По линии боевой подготовки, воздушно-десантного и авиационного обеспечения они курировались командованием ВВС РККА, а в плане боевого управления они подчинялись территориальным командованиям сухопутных войск.
Только в августе 1938 года, с созданием нескольких воздушно-десантных бригад, воздушно-десантные войска были выведены из подчинения ВВС и переданы в подчинение командования сухопутных войск.
Также с момента создания и до начала Великой Отечественной войны, воздушно-десантные войска не имели таких атрибутов рода войск как центральный орган управления и командующего (начальника) рода войск.
Список подчинения рода войск на разных исторических этапах:
- 4 сентября 1941 — 4 октября 1944 — отдельный род войск с прямым подчинением Ставке верховного главнокомандования;
- 4 октября 1944 — 3 июня 1946 — род войск в составе ВВС СССР;
- 3 июня 1946 — 25 февраля 1950 — отдельный род войск с подчинением Министру вооружённых сил СССР;
- 25 февраля 1950 — 15 марта 1953 — отдельный род войск с подчинением Военному министру СССР;
- 15 марта 1953 — 2 апреля 1956 — отдельный род войск с подчинением Министру обороны СССР;
- 2 апреля 1956 — 7 марта 1964 — род войск с подчинением Главнокомандующему Сухопутными войсками СССР;
- 7 марта 1964 — 14 февраля 1992 — отдельный род войск с подчинением Министру обороны СССР.

## История

### Довоенный период

#### Этапы создания и реформирования войск

##### Предпосылки к созданию воздушно-десантных формирований
Первыми прецедентами боевого применения воздушного тактического десанта в ВС СССР, когда самолёты доставляли пехоту в район боевых действий и высаживали её после посадки на грунт (так называемое «посадочное десантирование»), стали события в боевых действиях в Средней Азии в годы борьбы с басмачеством, которые прошли под руководством командующего Среднеазиатским военным округом Дыбенко П. Е..
Так 27 мая 1928 года, на 3 самолётах «Юнкерс-13» в заданный район пустыни Каракумы были доставлены 15 красноармейцев из 84-го кавалерийского полка, которые в приграничье уничтожили банду басмачей. По выполнению боевой задачи красноармейцы к 5 июля были также самолётами вывезены из пустыни.
23 апреля 1929 года в район из города Термез в район города Гарм в Таджикистане, была отправлена группа из 6 самолётов, которая доставила отряд из 45 бойцов кавалерийской бригады. В ходе боёв отряд уничтожил банду из 80 басмачей.
Год спустя выполнение воздушных тактических десантов стало отрабатываться в ходе войсковых учений. 13 марта 1930 года, под руководством командующего войсками Ленинградского военного округа Тухачевского М. Н. был запланирован воздушный тактический десант, в ходе которого 6 самолётов ТБ-1 должны были высадить 70 красноармейцев. Из-за плохих погодных условий посадку и выгрузку смогли осуществить только 4 самолёта, которые перебросили 45 человек, 4 пулемёта и 600 килограмм разных грузов. Высаженный отряд условно уничтожил железнодорожный мост через реку Шелонь в районе станции Шимск под Новгородом. По окончании задания высаженная группа была возвращена самолётами обратно на аэродром Гатчины.
Первоначально вопрос о применении парашютов для десантирования не рассматривался. Парашют на тот момент считался исключительно как средство спасения военных лётчиков.
Первым предложение о применении парашютов и организации парашютного десантирования поднял комбриг ВВС РККА Минов Леонид Григорьевич, который в 1929 году посетил США в целях закупки спасательных парашютов для военных лётчиков. По личной инициативе Минова к лету 1930 года была подготовлена группа из 30 парашютистов из числа лётчиков-добровольцев 11-й авиационной бригады Московского военного округа. В период с 26 по 29 июля 1930 года на аэродроме возле Воронежа были проведены 59 учебных и показательных парашютных прыжков.
Начальник ВВС РККА Баранов П. И. предложил Минову ко 2 августа организовать подготовку парашютистов для выполнения группового прыжка на учениях (в то время они назывались — «манёвры») Московского военного округа под Воронежем, которая имитировала собой выброску группы диверсантов в тылу противника. Подготовка к десантированию была закончена к исходу 31 июля.

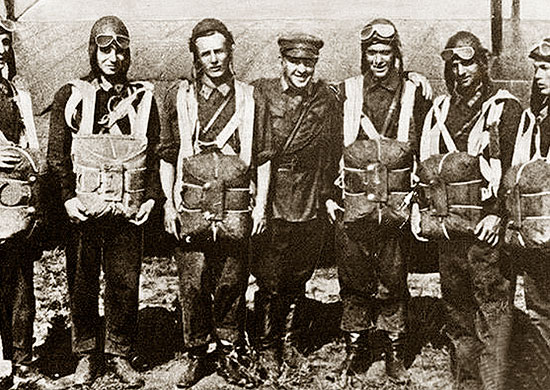
Группа парашютистов Я.Д. Мошковского (крайний слева) перед десантированием 2 августа 1930 года

Утром 2 августа 1930 года в 9 часов утра была осуществлена первая показательная групповая парашютная высадка, в ходе которой один самолёт F-62 «Голиаф» высадил за два рейса на парашютах 12 человек, а три самолёта Р-1 выбросили на парашютах мешки с вооружением. Несмотря на то что все парашютисты участвовавшие в показательных учениях являлись лётчиками ВВС, именно с этой даты принято отчитывать создание Воздушно-десантных войск СССР.
В последующем учения с десантированием пошли с нарастающим масштабом. 9 сентября 1930 года на манёврах ЛенВО был высажен посадочный десант в составе стрелковой роты со штатным вооружением. Для этих целей из подразделений 11-й стрелковой дивизии был создан нештатный моторизованный отряд в составе 155 красноармейцев располагавших 20 автомобилями, 20 мотоциклами с колясками, 44 велосипедами (по терминологии того времени — самокатами), 61 пулемётов и 10 безоткатными орудиями ДРП-4 конструкции Курчевского. Отряд возглавил представитель штаба округа Лукин Е. Д..

##### Создание первых воздушно-десантных формирований
К 1 июня 1931 года была создана первая экспериментальная воинская часть под названием «Опытный воздухо-десантный отряд» (ОВДО) под руководством Лукина Е. Д.. Отряд был создан на базе подразделений 11-й стрелковой дивизии ЛенВО. В его состав вошли:
- отдельная механизированная часть из 5 стрелковых рот и 2 взводов (связи и сапёрный);
- тяжёлая бомбардировочная авиационная эскадрилья из 12 самолётов ТБ-1 и парашютная стрелковая рота;
- корпусной авиационный отряд из 10 самолётов Р-1 и подразделения наземного обеспечения.

Данный отряд был создан для отработки захвата плацдармов в тылу противника в основном посадочным десантированием.
С 6 июня 1931 года по указанию Тухачевского, в составе 1-й авиационной бригады ВВС ЛенВО было начато формирование внештатного парашютно-десантного отряда, который должен был подготавливать парашютистов для парашютной роты Опытного воздухо-десантного отряда, который ещё не был развёрнут.
В том же году в Средней Азии снова было осуществлено посадочное десантирование в боевых условиях. В сентябре 1931 года, во время ликвидации Койматской группировки басмачей, один АНТ-9 и один «Юнкерс» F-13 95-го транспортного авиационного отряда перебросили в осажденный басмачами посёлок пулемётное отделение с двумя станковыми пулеметами «Максим», что отразилось на ходе боевых действий. Данное событие подтвердило выбранный курс военного руководства на создание воздушно-десантных формирований.

##### Увеличение численности парашютных формирований

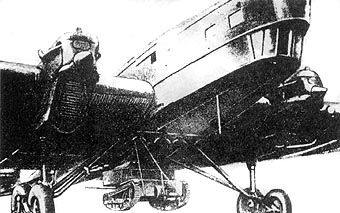
Бомбардировщик ТБ-3 с танкеткой Т-27, 1935 год

5 января 1932 года РВС СССР вынес постановление о создании штатных десантных отрядов в составе Ленинградского, Московского, Украинского и Белорусского военных округов, за которыми закреплялось название «авиамотодесантные отряды» (АМДО). Созданный к 3 июля того же года первый и единственный из запланированных четырёх 3-й авиамотодесантный отряд имел в своём составе следующие части:
- авиационная часть (около 300 человек) в составе:
  - 1-я авиационная эскадрилья (6 самолетов АНТ-9);
  - 2-я авиационная эскадрилья (6 самолетов Р-5);
  - 3-я авиационная эскадрилья (3 самолета ТБ-3);
  - учебно-тренировочный отряд (3 самолета У-2);
  - авиационный парк наземного обслуживания самолетов.
- десантная часть (144 человека) представлявшая собой парашютный батальон в составе:
  - 1-я пулеметная рота (два пулеметных взвода по 3 пулемёта);
  - 2-я пулеметная рота (два пулеметных взвода);
  - 3-я пулеметная рота (два пулеметных взвода);
  - артиллерийский взвод (6 единиц 76-мм безоткатных орудия ДРП-4).
- подразделения обеспечения:
  - хозяйственный взвод;
  - взвод связи;
  - ремонтная мастерская;
  - медицинский пункт.

В марте 1933 года 3-й авиамотодесантный отряд был преобразован в 3-ю авиационную десантную бригаду особого назначения с личным составом в 480 человек. В составе Приволжского, Белорусского, Украинского и Московского военных округов были созданы авиационные батальоны (отряды) особого назначения с личным составом в 150 человек.
3-я авиационная десантная бригада особого назначения включала в себя:
- парашютный батальон;
- мотомеханизированный батальон;
- артиллерийский дивизион;
- подразделения обеспечения;
- лётная группа (две тяжелые авиационные эскадрильи ТБ-3, одна легкая эскадрилья Р-5);

Авиационный батальон (отряд) особого назначения включал в себя:
- парашютная рота;
- пулеметная рота (18 пулеметов);
- рота танкеток Т-27;
- артиллерийская батарея (6 лёгких пушек);
- автомобильный взвод (5 автомобилей);
- авиационная эскадрилья.

В последующем численность воздушно-десантных формирований постоянно увеличивалось. Также в 1933 году началось создание 29 нештатных отдельных стрелковых батальонов особого назначения в стрелковых дивизиях и корпусах РККА во всех военных округах с подчинением Штабу РККА. Первоначально нештатные батальоны предполагалось использовать в посадочном десантировании и поэтому парашютная подготовка в них не предполагалась. Но потом по мере поступления парашютов в войска, в них ввели парашютную подготовку.
К концу 1933 года в составе воздушно-десантных войск имелась 1 бригада и 8 отдельных батальонов (по одному в УкрВО, БелВО, МВО, ПриВО, ЗакВО, ЗабВО и два батальона в ОКДВА). Суммарный личный состав этих формирований и нештатных стрелковых батальонов особого назначения приближался к 8 000 человек.

##### Увеличение размаха военных учений с воздушными десантами

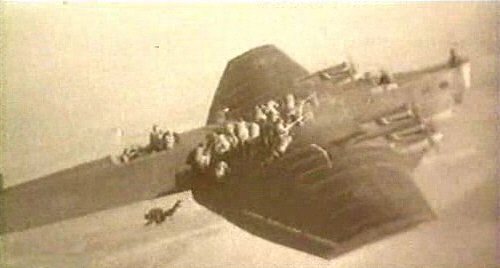
Высадка парашютного десанта с бомбардировщика ТБ-3

С созданием первых формирований воздушно-десантных войск, руководство Красной Армии перешло к практическому осуществлению крупных воздушных десантов в ходе военных учений. При этом внимание уделялось не только парашютному десантированию, но и посадочному десантированию.
В 1934 году на манёврах в БелВО, в тылу условного противника была произведена массовая высадка, в ходе которой одновременное парашютное десантирование совершили 600 военнослужащих 2-го авиационного батальона БелВО и 3-й авиационной десантной бригады ЛенВО.
В 1935 году в ВВС Киевского военного округа освоили воздушную транспортировку лёгких танков на подвеске бомбардировщиков ТБ-3.

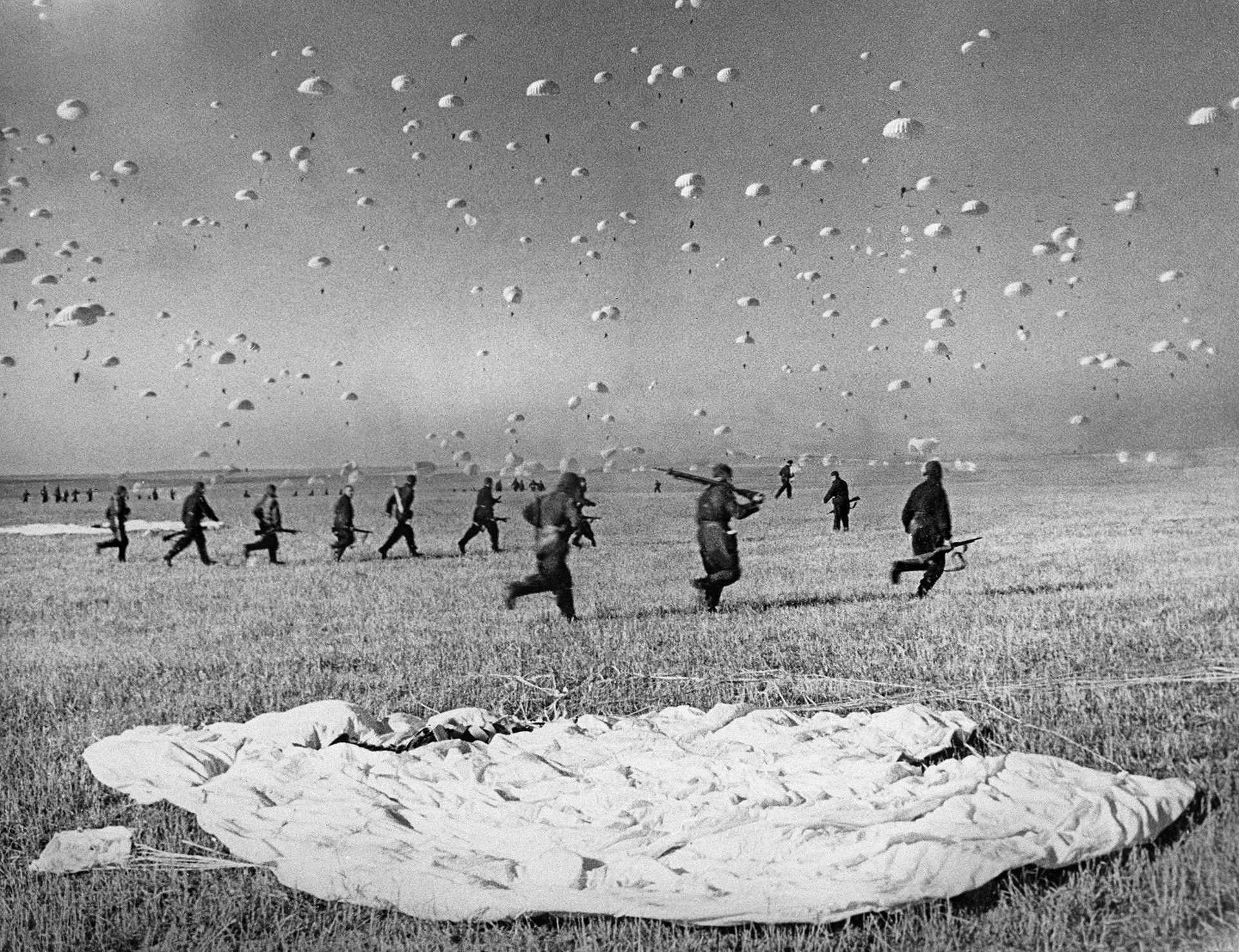
Киевские маневры 1935 г.ода. Сбор десантников после приземления

12-17 сентября 1935 года на манёврах Киевского военного округа в районе Бердичева, Сквиры и Бровары был высажен парашютный десант из 1 188 бойцов из состава 3-й авиационной десантной бригады и 4 авиационных батальонов. Продолжительность выброски десанта составила 1 час 50 минут. После высадки парашютистов был проведён посадочный десант в количестве 1 766 человек с орудиями и автомобилями из состава 43-го и 90-го стрелковых полков 59-й стрелковой дивизии.
В 1936 году был введён штат № 015/690 (по мирному времени) и № 15/690 (по военному времени) авиадесантной бригады ВВС Красной Армии, которые начали формироваться в западных военных округах. По этому штату в состав бригады вошли мотомеханизированный батальон 2-х ротного состава (189 человек). Бригада имела на вооружении 6 единиц 45-мм пушек, 18 82-мм миномётов, 16 лёгких танков Т-37А, 6 бронеавтомобилей Д-8, 32 автомашины и 6 мотоциклов.
В том же 1936 году в составе Отдельной Краснознамённой Дальневосточной Армии было сформировано 3 авиадесантных полка по 1 000 человек в каждом. В Московском, Приволжском и Забайкальском военных округах нештатные отдельные батальоны особого назначения были переведены на статус штатных. Кроме этого в целях подготовки парашютистов в Московском военном округе были созданы три нештатных парашютных полка, численностью по 1 660 человек.
В июне 1936 года на манёврах Московского военного округа в районе города Вязники были последовательно высажены парашютный десант в 2200 парашютистов и посадочный десант в 3000 человек с пулемётами и лёгкими орудиями.
22 сентября 1936 года на манёврах Белорусского военного округа был высажен парашютный десант в количестве 1 800 человек из состава 3-й авиационной десантной бригады (496 человек), 4 нештатных батальонов особого назначения Московского округа и отряда парашютистов Осоавиахима. На этих же учениях впервые на дальнее расстояние была перевезена самолётами 84-я стрелковая дивизия с личным составом в 5 272 человека, с орудиями, броневиками и лёгкими танками.

##### Первый переход к бригадной организации войск
В середине 1938 года было принято решение об унификации штатной структуры всех имеющихся воздушно-десантных формирований.
Все созданные формирования должны были быть преобразованы в бригады одинакового состава, схожие по структуре с общевойсковыми частями. При этом из их состава исключалась авиационная составляющая. Данное обстоятельство отразилось на уровне воздушно-десантной подготовки, поскольку командиры бригад вынуждены были согласовывать предоставление самолётов с командирами авиационных соединений.
В качестве основной тактической единицы была выбрана воздушно-десантная бригада (вдбр), которых планировалось создать в количестве 6 соединений:
- 201-я вдбр имени Кирова ЛенВО г. Пушкин — создана на базе наземных частей 3-й авиационной десантной бригады;
- 202-я вдбр ОКДВА г. Хабаровск — на базе 1-го авиационного десантного полка;
- 204-я вдбр КВО г. Житомир — на базе наземных частей 13-й авиационной десантной бригады;
- 211-я вдбр ОКДВА н.п. Черниговка, Уссурийский край — на базе 5-го авиационного десантного полка;
- 212-я вдбр ОКДВА н.п. Куйбышевка-Восточная, Амурская область — на базе 2-го авиационного десантного полка;
- 214-я вдбр БелВО г. Марьина Горка, Минская область — на базе наземных частей 47-й авиационной десантной бригады.

Данным реформированием все воздушно-десантные формирования выводились из состава Военно-воздушных сил и передавались в окружные управления сухопутных войск.
В состав каждой воздушно-десантной бригады входили:
- парашютный батальон;
- мотомеханизированный батальон;
- артиллерийский дивизион в составе:
  - артиллерийская батарея из 4 76-мм пушек;
  - противотанковая батарея из 4 37-мм пушек;
- миномётная рота из 8 82-мм миномётов;
- подразделения обеспечения.

Личный состав бригады — 1 689 человек.
В ноябре 1940 года прошло очередное реформирование, по итогам которого воздушно-десантные бригады потеряли подразделения посадочного десантирования («посадочный эшелон»), а все батальоны получили название «парашютно-десантных». По новому штату личный состав бригады был удвоен.
В состав бригады входили:
- управление бригады;
- 4 парашютно-десантных батальона;
- школа младших командиров;
- разведывательно-самокатная рота;
- тыл бригады.

##### Первое введение корпусного звена управления

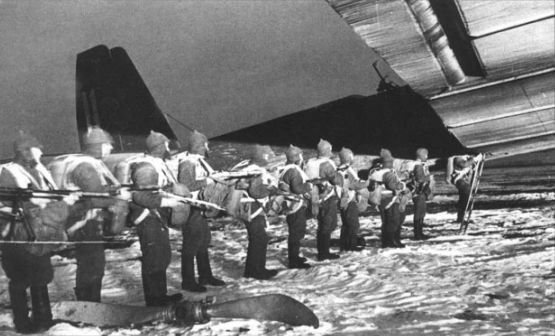
Посадка парашютистов на бомбардировщик ТБ-3.
Конец 1930-х годов

Накануне Великой Отечественной войны, весной 1941 года, было принято решение о переходе воздушно-десантных войск на корпусную организацию. Все созданные бригады предписывалось свести в корпуса и разместить в западных военных округах.
В марте-апреле 1941 года были сформированы 5 воздушно-десантных корпусов (вдк). В состав каждого корпуса входили следующие формирования:
- управление и штаб корпуса;
- 3 воздушно-десантные бригады;
- артиллерийский дивизион;
- отдельный танковый батальон (50 лёгких танков);
- подразделения обеспечения.

Личный состав каждого корпуса — 10 419 человек.
Корпуса были дислоцированы в следующих военных округах и к маю 1941 года включали в себя следующие бригады (вдбр):
- 1-й вдк — 1-я, 204-я и 211-я вдбр, Киевский военный округ;
- 2-й вдк — 2-я, 3-я и 4-я вдбр, Харьковский военный округ;
- 3-й вдк — 5-я, 6-я и 212-я вдбр, Одесский военный округ;
- 4-й вдк — 7-я, 8-я и 214-я вдбр, Белорусский военный округ;
- 5-й вдк — 9-я, 10-я и 201-я вдбр, Прибалтийский военный округ.

Вне корпусной организации осталась 202-я воздушно-десантная бригада на Дальнем Востоке в составе ОКВДА и два отдельных парашютно-десантных батальона в Забайкальском военном округе.

#### Вооружение ВДВ в довоенный период
Стрелковое вооружение в воздушно-десантных войсках ничем не отличалось от вооружения стрелковых войск (пехоты). Главным отличием от стрелковых войск была большая насыщенность автоматическим стрелковым оружием: пистолет-пулемёты ППД-40 и ППШ-41; автоматические винтовки СВТ-38, СВТ-40 и АВТ-40.
Новым типом оружия, которое появилось на вооружении воздушно-десантных бригад, стали ранцевые огнеметы РОКС-2. По штату в каждой бригаде полагалось по 288 огнемётов.
Вооружение подразделений противовоздушной обороны было аналогичным как у стрелковых соединений — в зенитно-пулеметных ротах имелись крупнокалиберные зенитные пулемёты ДШК и установки со счетверёнными 7,62-мм пулемётами «Максим».
В качестве артиллерийского вооружения на начальном периоде предлагалось оснащение воздушно-десантных войск лёгким 76-мм динамо-реактивными пушками (безоткатными орудиями) ДРП-4 конструкции Курчевского. Но из-за большого количества недостатков от данного образца отказались.
В артиллерийские подразделения воздушно-десантных бригад в то время поступали следующие орудия: 76-мм горная пушка образца 1909 года, 76-мм пушка образца 1927 года, 37-мм противотанковая пушка образца 1930 года, 45-мм противотанковая пушка образца 1932 года, 82-мм батальонный миномет образца 1936 года. Поскольку подразделения воздушно-десантных бригад разделялись по методу десантирования на парашютно-десантную и посадочную группу, артиллерийские подразделения предполагалось доставлять и десантировать либо на планерах, либо посадочным способом с самолётов. Данный подход разделения просуществовал до конца 1950-х годов, до поступления на вооружение военно-транспортной авиации широкофюзеляжного самолёта Ан-12.
К началу Великой Отечественной войны процесс вооружения воздушно-десантных корпусов ещё не был завершён. К 20 июня 1941 года, 11 воздушно-десантных бригад всё ещё находились на этапе формирования. В общей сложности на их вооружении находились 111 орудий и 62 82-мм миномёта. На каждую бригаду в среднем приходилось по 16 орудий. Отдельные артиллерийские дивизионы бригад были увеличены на одну противотанковую батарею 45-мм пушек. Миномётная рота была включена в состав артиллерийского дивизиона, а парашютно-десантные батальоны получили по миномётному взводу из 50-мм миномётов образца 1938 и 1940 годов.
Из образцов бронетехники в предвоенные годы воздушно-десантные формирования получили бронеавтомобиль Б-8 и лёгкие танки Т-27 и Т-37А, которые могли перебрасываться по воздуху бомбардировщиками ТБ-3 на внешней подвеске.

#### Авиационное и воздушно-десантное обеспечение в довоенный период
С момента создания первых воздушно-десантных формирований, в СССР долгое время не было специализированных военно-транспортных самолётов (транспортно-десантная авиация), предназначенных для осуществления массовых парашютных или посадочных десантов. Первым образцом транспортно-десантной авиации ВВС РККА стал самолет Фарман F-62 «Голиаф» с которого производились первые пробные высадки десанта. Самолёт брал на борт только 6 парашютистов. Всего советским правительством во Франции в 1926 году было закуплено 4 единицы, которые находились в составе 11-й авиационной бригады в Воронеже. Для доставки небольших грузов для выброшенного десанта первоначально использовались отечественные самолёты-разведчики Р-1. С них сбрасывались на парашютах мягкие контейнеры в которых складывалось вооружение и боеприпасы. В последующем для той же цели использовались самолёты Р-5 и У-2. С введением в строй самолётов АНТ-9, они также были привлечены к проведению парашютных десантов, но из-за низкой вместимости (8 десантников) — он также не удовлетворял требованиям.
Для авиационного обеспечения воздушных десантов вынуждены были привлекать тяжёлые бомбардировщики имевшиеся на вооружении ВВС РККА, которые конструктивно также мало были приспособлены для этих мероприятий. Конструкторы разрабатывали различные дополнительные устройства, которые позволяли перевозить на самолётах-разведчиках и на тяжёлых бомбардировщиках десантников вне фюзеляжа машины. Так к разведчику Р-5 были разработаны кассеты Г-61 под крыльями, которые позволяли перевозить 4 десантников. Для бомбардировщика ТБ-1 была разработана подвесная съёмная кабина КП-1, крепившаяся снизу фюзеляжа между передних стоек, позволявшая перевозить 12 десантников или 1 200 килограмм груза.
Массовые десанты стали возможными после того как начали использовать тяжёлые бомбардировщики ТБ-3. Первоначально эти бомбардировщики не были приспособлены для размещения большого количества десантников и в нём могло поместиться только 12 бойцов размещаемых в неудобных условиях в бомбоотсеке и в полостях крыльев. После переоборудования ТБ-3 смогли поместить в себя до 30—35 десантников, в прежних стеснённых неудобных условиях.
Военное руководство СССР поставило задачу о разработке новых специализированных транспортно-десантных самолётов вместо использования неприспособленных для этого бомбардировщиков. Частично задачу удалось решить только в 1940 году, когда в СССР было налажено лицензионное производство американских самолётов DC-3 «Dacota» под названием ПС-84 а после Ли-2 (с сентября 1942 года). Первоначально СССР закупил DC-3 в 1936 году в США в качестве пассажирских самолётов. Оборудованный транспортно-десантный вариант ПС-84 принимал на борт 25 десантников со снаряжением. Впервые ПС-84 были использованы для парашютных испытаний в июне 1940 года под Ленинградом.
Для тяжёлых бомбардировщиков ТБ-3 были разработаны узлы подвески, которые позволяли перевозить под фюзеляжем артиллерийские орудия, лёгкие танки Т-27 и Т-37А, автомобили
Первые десантные планеры от нескольких конструкторских бюро были предложены Красной армии в 1932 году. Испытания прошли планеры конструкции Грибовского В. К. Г-29 и конструкции Колесникова Д. Н. и Цыбина П. В. КЦ-20. В 1932 году также в Опытном Конструкторском Бюро ВВС РККА началось проектирование планера Г-63 с грузоподъёмностью 17 человек и 500 кг груза, а также планера Г-64 грузоподъёмностью 50 человек. Планировалось буксировать Г-63 самолётом-разведчиком Р-5, а более тяжелый Г-64 — бомбардировщиком ТБ-1.
Однако основным планером Красной армии довоенной поры стал А-7 разработки ОКБ Антонова, который начали разрабатывать в 1938 году. В 1940 году планер прошёл испытания и поступил на вооружение. В планер вмещались пилот и 7 десантников с вооружением. 23 января 1940 года в Народном комиссариате авиационной промышленности было создано Управление по производству десантно-транспортных планеров. Одновременно несколько конструкторских бюро занялись проектированием перспективного десантного планера. В июне 1941 года начались испытания БДП (Большой Десантный Планер), который буксировался бомбардировщиками СБ или ДБ-3. Планер вмещал в себя 16 десантников с полным снаряжением. В связи с началом Великой Отечественной войны все работы были свёрнуты. Все остальные образцы десантных планеров разрабатывались и производились уже в военное время.
Первые парашютные системы для десантирования в СССР появились в 1929 году, после их закупки в США. Первоначально это были парашютные системы производства американской компании «Irving Air Chute Company», предназначенные для спасения лётчиков самолётов. С апреля 1930 года в СССР был налажен выпуск собственных парашютных систем. Первоначально это был образец ПТ-1 являвшийся лицензионной копией парашюта компании «Irving». С 1931 года был налажен выпуск специализированных парашютных систем конструкции Гроховского П. И. под обозначением Г-1. К концу 1931 года его заменил более совершенный парашют конструкции Савицкого М. А. ПД-1, имевший кроме основного купола ещё и запасной. С 1933 года выпускалась усовершенствованная версия ПД-2. В качестве грузовых парашютов изготавливались грузовые парашютные системы конструкции Гроховского Г-2 и Г-3. В 1936 году на вооружение воздушно-десантных формирований был принят десантный парашют ПД-6, основным отличием которого стала возможность как принудительного так и ручного раскрытия, что повышало безопасность десантирования. Данный парашют неоднократно совершенствовался в модификациях ПД-7, ПД-8 и ПД-10. С 1941 года на вооружение поступил десантный парашют ПД-41, который имел квадратную форму в горизонтальной проекции и изготавливался из перкалевой ткани, что в отличие от ранее имевшихся парашютов из натурального шёлка, существенно снижало его себестоимость и позволило освоить его в массовом производстве.
Первые массовые парашютные выброски, сопровождавшиеся несчастными случаями, указали на необходимость создания специальных приборов повышавших безотказность раскрытия парашютов. В 1939 году братьями Дорониными (Николай, Владимир и Анатолий) был разработан прибор автоматического раскрытия парашюта ППД-1. В 1940 году конструктор Саввичев Л. В. разработал прибор ПАС-1.
Поскольку кроме посадочного доставки орудий и военной техники предполагалось и их парашютная выброска, было начато проектирование грузовых парашютных платформ для выброски крупногабаритных грузов Г-37а, Г-38а, Г-43, Г-62. На данных платформах предполагалось сбрасывать с бомбардировщика ТБ-1 орудия, автомобили типа «пикап», мотоциклы и лёгкие танки Т-27. Для указанных платформ разрабатывались грузовые парашюты Г-56, Г-57, Г-58, Г-59а и Г-72.
Вопрос авиационного обеспечения воздушно-десантных войск к началу Великой Отечественной войны так и не был решён. Возможности транспортно-десантной авиации не позволяли осуществлять переброску даже части от всех созданных воздушно-десантных формирований.

#### Участие в боевых действиях
В довоенный период воздушно-десантные бригады дважды привлекались к участию в боевых действиях как обычная пехота.
В боевых действиях на реке Халхин-Гол в Монголии в 1939 году, приняла участие 212-я воздушно-десантная бригада. По итогам боёв за проявленные мужество и героизм были награждены орденами и медалями 352 десантника.
Во время советско-финской войны вместе со стрелковыми соединениями боевые действия вели 201-я, 202-я и 214-я воздушно-десантные бригады.
В 1939 и 1940 годах, в ходе присоединения Западной Украины, Западной Белоруссии и присоединения Прибалтики — к вводу советских войск были привлечены 201-я, 204-я и 214-я воздушно-десантные бригады, которые продвигались наземным путём. В данных походах боевые действия не велись.
Присоединение Бессарабии и Северной Буковины к СССР летом 1940 года, было отмечено первыми прецедентами применения Красной армией парашютных десантов в условиях приближенных к боевым. 26 июня 1940 года СССР потребовал от Румынии передачу Бесарабии и Северной Буковины. Ввиду невыполнения румынской стороной договорённостей по отказу от вывоза материальных ценностей, командование Красной армии решило провести воздушный десант с целью захвата мостов через пограничную реку Прут. Утром 29 июня 99 бомбардировщиков ТБ-3 осуществили парашютную выброску 1436 десантников из состава 204-й воздушно-десантной бригады в окрестностях города Болград. К вечеру этого же дня десантники взяли Болград под свой контроль, а на следующий день 1-й парашютно-десантный батальон бригады взял под контроль город Кагул и порт Рени. Утром 30 июня части на 44 бомбардировщиках ТБ-3 вылетели с десантниками 201-й воздушно-десантной бригады в район города Измаил. 240 человек были высажены посадочным способом а 509 человек парашютным способом. Через несколько часов Измаил был взят под контроль. В данном походе боевые действия Красной армией также не велись.

### Великая Отечественная война

#### Этапы реформирования войск

##### Создание рода войск

Глазунов Василий Афанасьевич — первый командующий советскими ВДВ. Командовал войсками в период сентября 1941 по июнь 1943

,С началом Великой Отечественной войны произошёл пересмотр роли воздушно-десантных войск. Сухопутные войска нуждались в мобильном резерве, который можно было оперативно перебрасывать на ответственные участки фронта, в связи с чем требовалась централизация в управлении воздушно-десантными войсками, которой ранее не было.
29 августа 1941 года вышел приказ НКО СССР № 0329, согласно которому началось создание аппарата Управления ВДВ Красной Армии. 4 сентября того же года Управление ВДВ было создано и введена должность Командующего воздушно-десантными войсками. С этой даты ВДВ стали самостоятельным родом войск. Первым командующим был назначен Глазунов В. А..
Все созданные накануне войны воздушно-десантные корпуса — были втянуты в боевые действия.
Судьба двух из пяти воздушно-десантных корпусов, созданных накануне войны и принявших участие в боевых действиях, к концу 1941 года была следующей:
- 2-й вдк — разгромлен в боях в сентябре 1941. Остатки корпуса пошли на повторное создание 2-го корпуса 2-го формирования;
- 3-й вдк — 6 ноября 1941 года переформирован в 87-ю гвардейскую стрелковую дивизию.

В связи с тем, что все 5 воздушно-десантных корпусов, созданных накануне войны, были дислоцированы в западных военных округах и втянуты в боевые действия в первые месяцы войны в качестве стрелковых соединений, было принято решение о повторном создании воздушно-десантных войск.

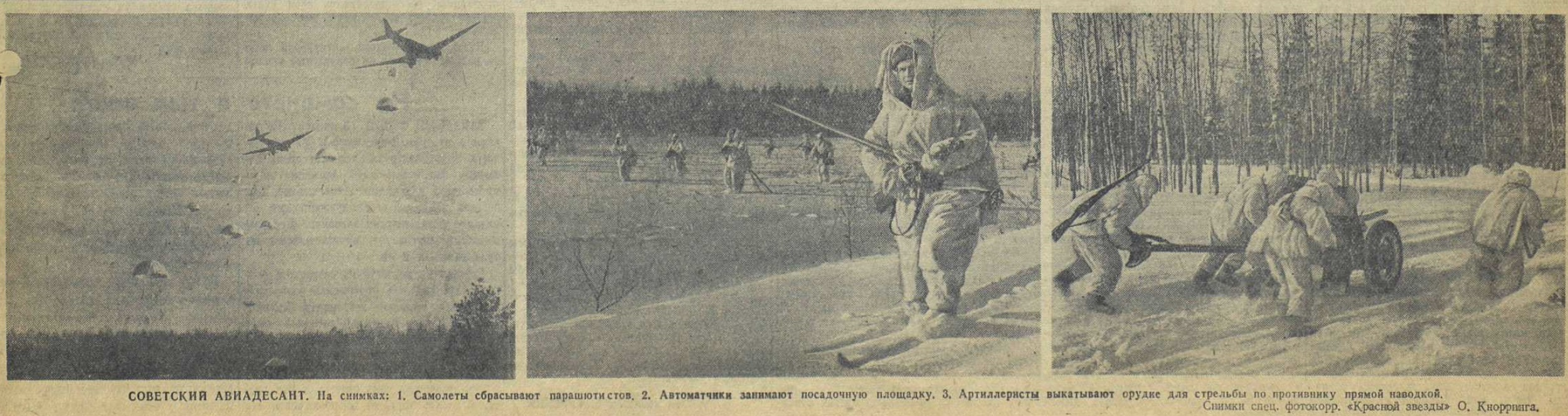
Иллюстрации о действиях парашютистов из газеты Красная звезда от 14 января 1942 года.
Фото Олега Кнорринга

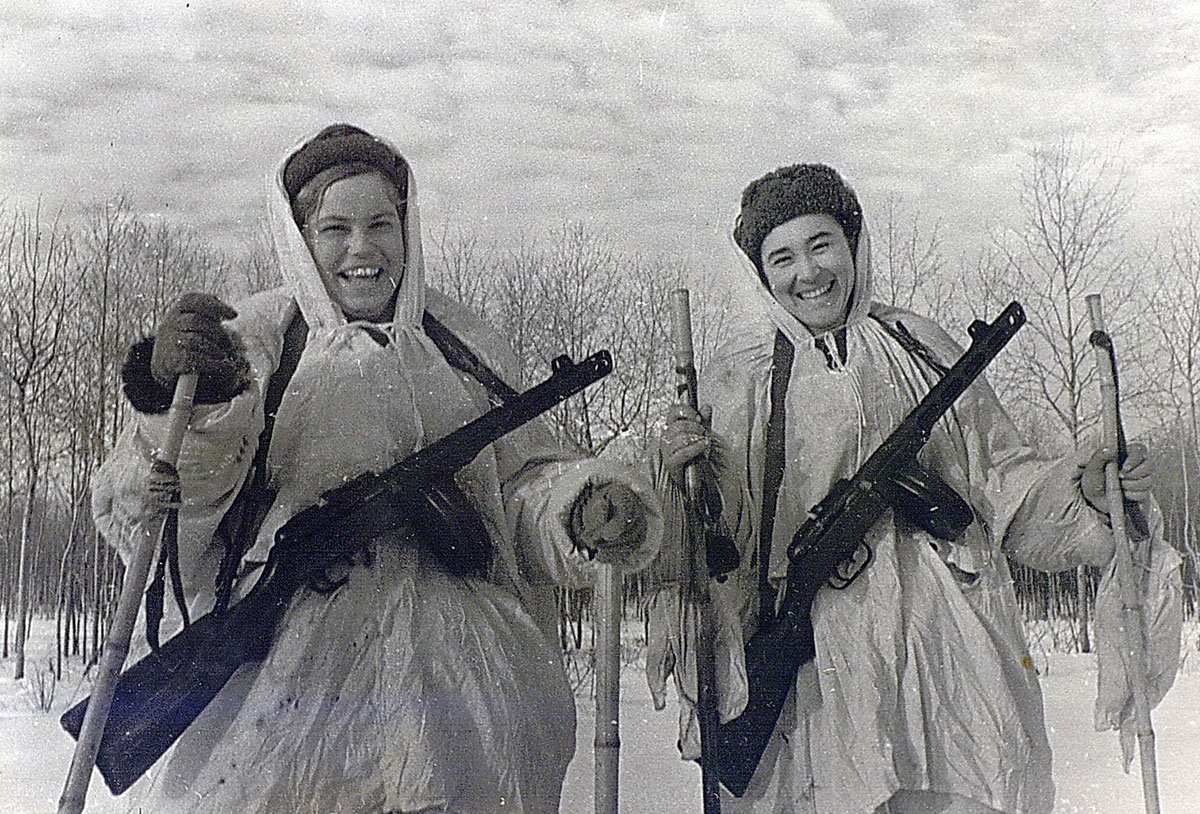
Советский авиадесант. Герои-десантницы орденоносец Галя Метляева (слева) и Женя Леонова. Из газеты Красная звезда от 14 января 1942 года.
Фото Олега Кнорринга

4 сентября 1941 года приказом НКО СССР № 0083 «О развёртывании воздушно-десантных войск Красной Армии» было начато повторное создание ВДВ. Было создано 5 новых воздушно-десантных корпусов, которые имели общевоинские номера с 6-го по 10-й. Одновременно было начато создание 5 отдельных «маневренных» воздушно-десантных бригад с общевоинскими номерами с 1-го по 5-й, которые предполагалось использовать преимущественно как посадочный десант. Приказ предписывал создать указанные бригады и корпуса к 20 октября 1941 года, а их приведение к боевой готовности — к 1 февраля 1942 года.
Также согласно данному приказу для подготовки кадров в городе Саратов предписывалось создание курсов усовершенствования старшего и среднего командного состава с количеством слушателей в 500 человек. Кроме того, там же в Саратове, планировалось создать планерную школу для подготовки планеристов-буксировщиков численностью переменного состава в 400 человек. Для подготовки командиров взводов на основе Куйбышевского пехотного училища предписывалось создать воздушно-десантное училище с числом курсантов в 1 000 человек.
Согласно Приказу НКО штатная численность ВДВ была установлена в 149 700 человек, численность воздушно-десантного корпуса — 10 328 человек, маневренной воздушно-десантной бригады — 3 824 человека, запасного воздушно-десантного полка — 3 000 человек.
К указанным срокам были развёрнуты:
- 5 воздушно-десантных корпусов: 6-й, 7-й, 8-й, 9-й и 10-й;
- 5 отдельных маневренных воздушно-десантных бригад: 1-я, 2-я, 3-я, 4-я и 5-я;
- 10 запасных воздушно-десантных полков:
  - 1-й, 2-й, 6-й и 7-й — в Приволжском военном округе;
  - 3-й, 4-й, 8-й, 9-й и 10-й в Северо-Кавказском военном округе;
  - 5-й в Уральском военном округе — для подготовки личного состава и пополнения воздушно-десантных корпусов, в том числе и младшего начсостава.

Создание новых формирований ВДВ длилось конца августа по декабрь 1941 года, после чего в них началась боевая подготовка.
К началу 1942 года все новые воздушно-десантные корпуса и отдельные воздушно-десантные бригады были введены в резерв командующих тыловыми военными округами.

##### Первая волна переформирования десантных соединений в стрелковые дивизии

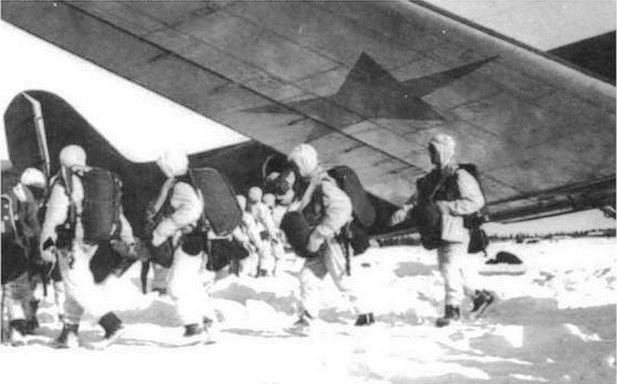
Десантники Красной Армии
производят посадку на самолёт.
Декабрь 1941 года

В связи с тяжёлой обстановкой на фронте, 17 мая 1942 года 2-й и 3-й (2-го формирования) воздушно-десантные корпуса были переформированы соответственно в 32-ю и 33-ю гвардейские стрелковые дивизии в составе Северо-Кавказского фронта.
К лету 1942 года создалась критическая ситуация на южном направлении. Красная армия отступала под ударами германских войск к Кавказу и к Сталинграду. Отступление грозило стратегической катастрофой итогом которой стал бы захват нефтедобывающих регионов СССР и блокирование главной транспортной водной артерии по реке Волга. ГКО СССР принял решение о выделении на оборону Кавказа и Сталинграда стратегического резерва — нескольких соединений ВДВ. 2 августа 1942 года в состав Северо-Кавказского фронта из ВДВ были переданы 1-я, 2-я, 3-я, 4-я, 5-я маневренные воздушно-десантные бригады и 4-й запасный воздушно-десантный полк. Данные части были переформированы соответственно в 5-ю, 6-ю, 7-ю, 8-ю, 9-ю и 10-ю гвардейские стрелковые бригады. 5-я, 6-я и 7-я бригады были сведены в 10-й гвардейский стрелковый корпус. 8-я, 9-я и 10-я бригады сведены в 11-й гвардейский стрелковый корпус.
Также по решению ГКО СССР все воздушно-десантные корпуса были переформированы в гвардейские стрелковые дивизии.
1 августа 1942 года были проведены следующие преобразования:
- 1-й воздушно-десантный корпус → в 37-ю гвардейскую стрелковую дивизию;
- 4-й воздушно-десантный корпус → в 38-ю гвардейскую стрелковую дивизию;
- 5-й воздушно-десантный корпус → в 39-ю гвардейскую стрелковую дивизию;
- 6-й воздушно-десантный корпус → в 40-ю гвардейскую стрелковую дивизию;
- 7-й воздушно-десантный корпус → в 34-ю гвардейскую стрелковую дивизию;
- 8-й воздушно-десантный корпус → в 35-ю гвардейскую стрелковую дивизию;
- 9-й воздушно-десантный корпус → в 36-ю гвардейскую стрелковую дивизию;
- 10-й воздушно-десантный корпус → в 41-ю гвардейскую стрелковую дивизию.

Все перечисленные дивизии были отправлены на оборону Сталинграда.
Фактически с 1 августа 1942 года в составе ВДВ остались только военно-учебные заведения, 202-я воздушно-десантная бригада на Дальнем Востоке, 2 отдельных парашютно-десантных батальона в Забайкалье, 1 воздухоплавательный полк и 6 отдельных запасных воздушно-десантных полков.

##### Второе введение корпусного звена
16 августа 1942 года ГКО СССР принял постановление № 2178с «О восстановлении 8 воздушно-десантных корпусов и 5 воздушно-десантных маневренных бригад».
Согласно данному постановлению 20 сентября 1942 года был отдан приказ на восстановление соединений. Для восстановления соединений была использована часть личного состава 202-й воздушно-десантной бригады и 2 отдельных парашютно-десантных батальонов из восточной части страны.
К 1 октября 1942 года были созданы следующие соединения второй волны, которые имели в своём составе следующие бригады второго формирования:
- 1-й вдк — 1-я, 204-я и 211-я вдбр;
- 4-й вдк — 8-я, 9-я и 214-я вдбр;
- 5-й вдк — 7-я, 10-я и 201-я вдбр;
- 6-й вдк — 11-я, 12-я и 13-я вдбр;
- 7-й вдк — 14-я, 15-я и 16-я вдбр;
- 8-й вдк — 17-я, 18-я и 19-я вдбр;
- 9-й вдк — 20-я, 21-я и 22-я вдбр;
- 10-й вдк — 23-я, 24-я и 25-я вдбр.

Отдельные маневренные воздушно-десантные бригады получили общевоинские номера с 1-го по 5-й.
Согласно утверждённому новому штату № 035/10-035/25 корпус получил личный состав из 9 930 человек, а отдельная маневренная воздушно-десантная бригада по штату № 035/13-035/25 — 3 206 человек. Парашютно-десантный батальон в составе бригад получил личный состав в 656 человек. 202-я воздушно-десантная бригада и 2 отдельных парашютно-десантных батальонов из Дальнего Востока и Забайкалья, выделившие часть личного состава для новых формирований, были снова восстановлены до штатной численности.

##### Первый переход к дивизионной организации
К началу декабря 1942 года в Ставке ВГК пересмотрели вопрос о корпусной организации ВДВ. В связи с создавшейся ситуацией на фронтах Ставка ВГК решила использовать выгодную стратегическую обстановку и осуществить одновременно две крупные операции: первую против группы армий противника «Центр», вторую против группы армий «Север». Запланированная операция против группы армий «Север» была названа «Полярная звезда». Для усиления войск Северо-Западного фронта было принято решение имеющиеся воздушно-десантные корпуса переформировать в дивизии и направить их на самый ответственный участок осуществления операции «Полярная звезда». На этот раз вновь создаваемые дивизии получили название не стрелковых как ранее, а воздушно-десантных. Но при этом использовать их как и ранее, предполагалось исключительно как стрелковые дивизии, без осуществления воздушных десантов.
Согласно приказу № 00253 от 8 декабря 1942 года «О формировании 10 гвардейских воздушно-десантных дивизий», штатная численность дивизии определена в количестве 10 670 человек. Данный приказ предписывал создать 5 дивизий к 15 декабря, и следующие 5 дивизий к 25 декабря 1942 года.:
8 декабря 1942 года было начато создание 10 гвардейских воздушно-десантных дивизий (гв. вдд) из имевшихся 8 воздушно-десантных корпусов (вдк) и 5 отдельных маневренных воздушно-десантных бригад (омвдбр).
Преемственность в преобразовании была следующей:
- 1-я гв. вдд — на базе 1-й вдбр 1-го вдк и бригад 4-го вдк;
- 2-я гв. вдд — на базе 7-го вдк;
- 3-я гв. вдд — на базе 8-го вдк;
- 4-я гв. вдд — на базе 2-й и 5-й омвдбр;
- 5-я гв. вдд — на базе 9-го вдк;
- 6-я гв. вдд — на базе 6-го вдк;
- 7-я гв. вдд — на базе 5-го вдк;
- 8-я гв. вдд — на базе 10-го вдк;
- 9-я гв. вдд — на базе 1-й омвдбр, 204-й и 211-й овдбр 1-го вдк;
- 10-я гв. вдд — на базе 3-й и 4-й омвдбр.

Для Северо-Кавказского фронта был создан 31-й гвардейский отдельный воздушно-десантный полк.
Согласно Приказу № 00253 от 8 декабря 1942 года, все созданные соединения сохраняли свой воздушно-десантный профиль и в них была сохранена парашютно-
десантная подготовка с продолжительностью 4 месяца. К началу февраля 1943 года все воздушно-десантные дивизии были переданы Северо-Западному фронту и втянулись в боевые действия. Из боевых действий дивизии были выведены в период с апреля по май 1943 года.

##### Второй переход к бригадной организации
К началу лета 1943 года в Ставке ВГК сделали вывод о том что созданные воздушно-десантные дивизии, втянутые в резерв фронтов, уже не могут быть задействованы в стратегическом резерве Верховного Главнокомандования. В связи с этим было принято решение о создании новой волны воздушно-десантных бригад, которые и должны были составить этот резерв. 15 апреля 1943 года вышел Приказ НКО СССР № 0067 «О сформировании 7 гвардейских воздушно-десантных бригад» в составе Московского военного округа с общевоинскими номерами с 1-го по 7-й. 4 июня 1943 года вышло Постановление ГКО № 3505сс «О дополнительном формировании 13 гвардейских воздушно-десантных бригад» также в составе Московского военного округа.
Первоначально все 20 бригад планировалось создать по штату № 035/23-035/30 — с личным составом в 3 480 человек каждая. Срок окончания боевой подготовки и боевого слаживания был установлен на 1 октября 1943 года. В последующем, после выхода приказа НКО № 00125 от 23 сентября 1943 года «О введении дополнительного вооружения в штат десантных бригад», личный состав был увеличена до 4 281 человек, а в штат бригад были введены танковый батальон,
артиллерийский дивизион и зенитный артиллерийский дивизион.
Создание бригад осуществлялось за счёт курсантов пехотных, пулемётных, артиллерийско-противотанковых, связи и инженерных военных училищ, которые были упразднены Постановлением ГКО от 2 мая 1943 года. При этом дислоцированная на Дальнем Востоке 202-я воздушно-десантная бригада снова передала большую часть своего личного состава для комплектования новых гвардейских воздушно-десантных бригад в Московский военный округ.
К концу лета 1943 года в составе ВДВ имелось:
- Управление ВДВ
- 3 военных учебных заведения;
- 2 запасных воздушно-десантных полка;
- 2 учебных авиапланерных полка;
- 2 авиапланерных парка;
- 2 отдельные авиаэскадрильи (опытная и связи);
- 7 отдельных авиационных отряда;
- 1 тяжёлый бомбардировочный авиационный полк;
- 10 воздушно-десантных дивизий (в составе фронтов — вне резерва Ставки ВГК);
- 21 воздушно-десантная бригада;
- 6 отдельных парашютно-десантных батальонов.

Основу резерва СВГК составляли 21 воздушно-десантная бригада, находившиеся на стадии становления.

##### Второй переход к дивизионной организации
20 декабря 1943 года решением НКО СССР 18 воздушно-десантных бригад из резерве Ставки ВГК, были сведены в гвардейские воздушно-десантные дивизии.
Всего до 24 декабря 1943 года было создано 6 новых гвардейских воздушно-десантных дивизий на основе следующих бригад:
- 11-я гв. вдд — создана на основе 1-й, 2-й и 11-й вдбр;
- 12-я гв. вдд — на основе 5-й, 14-й и 15-й вдбр;
- 13-я гв. вдд — на основе 18-й, 19-й и 20-й вдбр;
- 14-я гв. вдд — на основе 6-й, 13-й и 16-й вдбр;
- 15-я гв. вдд — на основе 9-й, 10-й и 12-й вдбр;
- 16-я гв. вдд — на основе 4-й, 7-й и 17-й вдбр.

В результате реформ к январю 1944 года в резерве Ставки ВГК находились 6 воздушно-десантных дивизий, 3 воздушно-десантные бригады (3-я, 8-я и 202-я), 2 отдельных парашютно-десантных батальона в составе ЗабВО и несколько нештатных парашютно-десантных батальонов в составе стрелковых бригад.
19 января 1944 года, согласно Приказу НКО СССР № 003 13-я, 14-я и 15-я гвардейские воздушно-десантные дивизии были преобразованы соответственно в 98-ю, 99-ю и 100-ю гвардейские стрелковые дивизии и сведены в новый 37-й гвардейский стрелковый корпус.
В непосредственном подчинении Управления ВДВ к 1 апреля 1944 года оставались 11-я, 12-я и 16-я дивизии, 3-я и 8-я бригады. В подчинении Командования Забайкальского военного округа были 1-й и 2-й отдельные парашютно-десантные батальоны, а в составе Дальневосточного фронта оставалась 202-я воздушно-десантная бригада.
В июле 1944 года началось повторное создание двух дивизий взамен переданных в состав 37-го гвардейского стрелкового корпуса. Под прежними общевоинскими номерами были созданы 13-я и 14-я гв.вдд. На этот раз для их создания в августе 1944 года с Дальнего Востока прибыла в полном составе 202-я воздушно-десантная бригада. В отличие от ранее создаваемых дивизий, эти дивизии получили не полковую структуру а бригадную со следующим составом:
- 13-я гв.вдд (2 ф.) — 3-я, 8-я и 21-я вдбр;
- 14-я гв.вдд (2 ф.) — 22-я, 23-я и 24-я вдбр.

##### Третье введение корпусного звена и создание воздушно-десантного объединения
Под впечатлением успехов союзников в крупной парашютной высадке войск в Нормандии, военное руководство решило перейти к укрупнению соединений ВДВ. Для этой цели было решено создать 3 воздушно-десантных корпуса. В отличие от корпусов начальной стадии войны, новые корпуса предписывалось создавать на основе дивизий, а не бригад — что сказалось на численности личного состава. Если по штату осени 1941 года, воздушно-десантный корпус состоявший из трёх бригад имел личный состав в 10 328 человек, то по штату октября 1944 года в состав каждого корпуса входило по 3 дивизии, в каждой из которых было 10 670 человек. Все воздушно-десантные дивизии в составе корпусов получили бригадную организацию, для чего полки были преобразованы в гвардейские воздушно-десантные бригады.
По примеру созданной США и Великобританией 1-й союзной воздушно-десантной армии — 4 октября 1944 года вышло Постановление ГКО № 6650сс «О введении в состав АДД (Авиации дальнего действия) воздушно-десантных войск Красной Армии и подчинении их Командующему АДД», согласно которому для рационального управления ВДВ, все три воздушно-десантных корпуса были преобразованы в воздушно-десантное объединение — Отдельная гвардейская воздушно-десантная армия (ОГВДА), в составе которой оказалось 9 воздушно-десантных дивизий. Управление ОГВДА было сформировано на основе управления 7-й армии. Образованное объединение воздушно-десантных войск было выведено из подчинения Красной армии и передано в подчинение Авиации дальнего действия ВВС СССР.
- Управление Отдельной гвардейской воздушно-десантной армии
- 37-й гвардейский воздушно-десантный корпус — командир генерал-лейтенант Миронов П. В.. В составе:
  - 13-я гвардейская воздушно-десантная дивизия (2-го формирования) — г. Тейково Ивановской области:
    - 3-я гвардейская воздушно-десантная бригада;
    - 6-я гвардейская воздушно-десантная бригада (2-го формирования);
    - 8-я гвардейская воздушно-десантная бригада.

  - 98-я гвардейская воздушно-десантная дивизия:
    - 18-я гвардейская воздушно-десантная бригада (2-го формирования) — сформирована на базе 296-го гвардейского стрелкового полка);
    - 19-я гвардейская воздушно-десантная бригада (2-го формирования) — сформирована на базе 299-го гвардейского стрелкового полка);
    - 20-я гвардейская воздушно-десантная бригада (2-го формирования) — сформирована на базе 302-го гвардейского стрелкового полка).

  - 99-я гвардейская воздушно-десантная дивизия:
    - 13-я гвардейская воздушно-десантная бригада (2-го формирования) — сформирована на базе 300-го гвардейского стрелкового полка);
    - 16-я гвардейская воздушно-десантная бригада (2-го формирования) — сформирована на базе 303-го гвардейского стрелкового полка);
    - 21-я гвардейская воздушно-десантная бригада — сформирована на базе 297-го гвардейского стрелкового полка.
- 38-й гвардейский воздушно-десантный корпус — командир генерал-лейтенант Утвенко А. И.. В составе:
  - 11-я гвардейская воздушно-десантная дивизия:
    - 1-я гвардейская воздушно-десантная бригада;
    - 2-я гвардейская воздушно-десантная бригада;
    - 11-я гвардейская воздушно-десантная бригада.

  - 12-я гвардейская воздушно-десантная дивизия (г. Пуховичи, г. Лапичи Белорусской ССР):
    - 14-я гвардейская воздушно-десантная бригада;
    - 15-я гвардейская воздушно-десантная бригада;
    - 5-я гвардейская воздушно-десантная бригада.

  - 16-я гвардейская воздушно-десантная дивизия:
    - 4-я гвардейская воздушно-десантная бригада;
    - 7-я гвардейская воздушно-десантная бригада;
    - 17-я гвардейская воздушно-десантная бригада.
- 39-й гвардейский воздушно-десантный корпус — командир генерал-лейтенант Тихонов М. Ф.. В составе:
  - 8-я гвардейская воздушно-десантная Первомайская Краснознаменная дивизия (прибыла с Воронежского фронта):
    - 25-я гвардейская воздушно-десантная бригада — сформирована на базе 22-го гвардейского воздушно-десантного стрелкового полка;
    - 26-я гвардейская воздушно-десантная бригада — сформирована на базе 25-го гвардейского воздушно-десантного стрелкового полка;
    - 27-я гвардейская воздушно-десантная бригада — сформирована на базе 27-го гвардейского воздушно-десантного стрелкового полка.

  - 14-я гвардейская воздушно-десантная дивизия (2-го формирования) — сформирована на базе 202-й воздушно-десантной бригады:
    - 22-я гвардейская воздушно-десантная бригада;
    - 23-я гвардейская воздушно-десантная бригада;
    - 24-я гвардейская воздушно-десантная бригада.

  - 100-я гвардейская воздушно-десантная дивизия:
    - 9-я гвардейская воздушно-десантная бригада (2-го формирования) — сформирована на базе 298-го гвардейского стрелкового полка);
    - 10-я гвардейская воздушно-десантная бригада (2-го формирования) — сформирована на базе 301-го гвардейского стрелкового полка);
    - 12-я гвардейская воздушно-десантная бригада (2-го формирования) — сформирована на базе 304-го гвардейского стрелкового полка).

##### Вторая волна переформирования десантных соединений в стрелковые дивизии
По вполне объективным причинам (нехватка парка транспортных самолётов, отсутствием причин для проведения масштабных десантных операций и сложившейся ситуацией на южном направлении) уже 8 декабря 1944 года (через 2 месяца) ОГВДА была переформирована в 9-ю гвардейскую армию, а все воздушно-десантные дивизии были преобразованы в стрелковые дивизии с сохранением общевоинских номеров. Бригады в составе дивизий были переформированы в стрелковые полки. Объединение было передано в подчинение непосредственно Ставке ВГК, а с февраля 1945 года в подчинение 2-го Украинского фронта. После переподчинения 9-й гвардейской армии, оказалось что Управлению ВДВ фактически нечем командовать, в результате чего его вывели в резерв Ставки ВГК.
Всего за годы Великой Отечественной войны было создано 18 воздушно-десантных дивизий и 22 воздушно-десантные бригады, военнослужащие которых прошли воздушно-десантную подготовку. Все созданные соединения были обеспечены необходимым вооружением и снаряжением, и дополнялись частями военно-транспортной авиации для осуществления перебросок по воздуху и парашютной высадки.

#### Участие в боевых действиях
В годы Великой Отечественной войны, по своему прямому предназначению (осуществление воздушных десантов в тыл противника) ВДВ Красной Армии участвовали лишь в малом числе операций:
- Вяземская воздушно-десантная операция — 18 января по 28 февраля 1942 года;
- Демянская десантная операция — 18 февраля — 14 апреля 1942 года;
- Днепровская воздушно-десантная операция — 24 сентября по 28 ноября 1943 года;

Все указанные воздушно-десантные операции закончились неудачей. Поставленные боевые задачи не были выполнены, а личный состав участвовавший в десанте понёс большие потери.
В боевых действиях против Императорской Японии на Дальнем Востоке, единственный случай успешного применения формирований ВДВ Красной Армии, отмечен 16 августа 1945 года. В этот день для захвата аэродрома в городе Тунляо в Китае было высажено посадочным методом 300 десантников из состава 1-й гвардейской воздушно-десантной дивизии. Успешные действия десантников позволили советским войскам взять штурмом город Тунляо. Все остальные воздушные десанты в ходе дальневосточной кампании, совершались посадочным способом, в котором участвовали не десантники, а бойцы стрелковых соединений Красной армии.
В остальном, формирования ВДВ участвовали в боевых действиях на фронтах Великой Отечественной войны — в качестве обычной пехоты.
За мужество и героизм, проявленные на полях сражений Великой Отечественной войны, 296 десантников удостоены звания Герой Советского Союза

#### Вооружение ВДВ в годы Великой Отечественной войны
В связи с тем что в годы войны воздушно-десантные формирования в основном использовались как обычная пехота, довоенные требования к авиатранспортабельности вооружения были сняты. Стрелковое вооружение воздушно-десантных войск полностью соответствовало тому что было в пехоте.
Артиллерийское вооружение воздушно-десантных войск также ничем не отличалось от имевшегося в стрелковых войсках. К примеру каждая из 10 воздушно-десантных дивизий, отправленные в состав Действующей армии в феврале 1943 года, имела в своём штате 48 45-мм противотанковых пушек, 36 76-мм пушек, 12 122-мм гаубиц, 58 50-мм минометов, 85 82-мм минометов и 24 120-мм миномета.

#### Авиационное и воздушно-десантное обеспечение в годы войны

##### Авиационное обеспечение
В довоенное время авиационное обеспечение выполняла одна эскадрилья (затем полк) особого назначения под Москвой, которые частично привлекались к транспортировке. Также имелись малочисленные транспортные авиаотряды в округах. В случае крайней нужды военные арендовали технику гражданской авиации. На военное время для перевозок предполагалась мобилизация всех подходящих под требования самолётов Гражданского воздушного флота (ГВФ). К 1940 году военное руководство осознало необходимость в создании собственной транспортной авиации.
В 1942 году военное руководство всерьёз занялось проблемой авиационного обеспечения ВДВ. Прежняя довоенная практика нецелевого использования бомбардировщиков для проведения массовых парашютных десантов, не отвечала требованиям времени. Возникла необходимость в создании транспортно-десантной авиации (военно-транспортной авиации). В апреле 1942 года началось создание транспортных полков ВВС. Это стало кардинальным изменением концепции военно-транспортной авиации в СССР, которой в довоенное время не существовало. Было создано два гвардейских авиационных полка — 101-й и 102-й, в каждом из которых было по 20 самолётов ПС-84. Полки были объединены в 1-ю транспортную авиадивизию и подчинены Авиации дальнего действия (АДД).
Массовый выпуск Ли-2 (название ПС-84 с 1942 года) позволил увеличить число соединений военно-транспортной авиации. За 1942 год в АДД было поставлено 221 самолёт. В августе-сентябре 1942 года полки 53-й и 62-й авиационной дивизий, ранее вооруженные бомбардировщиками ТБ-3, стали переходить на Ли-2. К концу войны в 18-й воздушной армии (создана в 1944 году на основе АДД) было уже 19 авиационных полков на Ли-2. Всего за войну АДД, а позже и 18-я воздушная армия, получили более тысячи самолётов Ли-2. Ли-2 достаточно широко применялись для буксировки десантных планеров типа А-7 и Г-11 на территорию противника. Технология планерных десантов была отработана до такой степени, что один самолёт Ли-2 мог буксировать сразу несколько планеров — это были так называемые «планерные поезда». Кроме отечественных самолётов Ли-2, в военно-транспортную авиацию СССР поставлялись ленд-лизу американские самолёты Douglas C-47 Skytrain. Всего с октября 1942 года за время войны было поставлено 707 единиц C-47. На заключительном этапе войны они использовались вместе с Ли-2 для проведения воздушных тактических десантов на Дальнем Востоке против японских войск.

##### Воздушно-десантное обеспечение

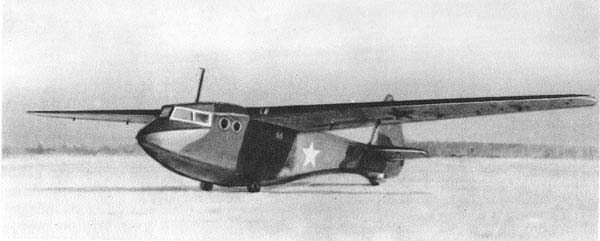
Планер А-7 — самый массовый планер советских ВДВ в годы Великой Отечественной войны

7 июля 1941 перед авиаконструкторами была поставлена задача на разработку десантного планера для перевозки 11 бойцов. К середине сентября новый образец получивший название Г-11 прошёл испытания, а в первой половине ноября был налажен его серийный выпуск. Всего до осени 1942 года было выпущено 308 единиц Г-11. Также в распоряжении воздушно-десантных войск были планеры А-7, которые начали производить ещё до войны и изготовили в количестве 600 единиц. Планеры А-7 и Г-11 стали самыми массовыми планерами ВДВ РККА в годы Великой Отечественной войны.
Более грузоподъёмный планер КЦ-20, позволявшего перебрасывать до 20 десантников или груз весом в 2 200 килограмм, был изготовлен меньшей серией в 68 единиц. С 1944 года начали разрабатывать более тяжёлый планер Ц-25 конструкции Цыбина, который мог перевозить 25 десантников. Но его серийное производство было начато только по окончании войны.

### Послевоенный период

#### Первый этап реформирования
С окончанием Великой Отечественной войны, военное руководство не уделяло большого внимания дальнейшему развитию ВДВ, в связи с более актуальными задачами (одной из которых была демобилизация государства) и создавшейся из-за последствий войны тяжёлой экономической ситуацией в стране. Отношение изменилось только весной 1946 года.
Первый этап послевоенного реформирования ВДВ пришёлся на период с 1946 по 1953 годы. На нём были выработаны организационные и технические принципы строительства ВДВ, совершенствовалась организационно-штатная структура войск, улучшалось вооружение и снабжение войск.
Постановление Совета министров СССР № 928-387сс от 27 апреля 1946 года установило главные мероприятия по обеспечению развития ВДВ, положив начало послевоенному строительству воздушно-десантных войск.
Последующее Постановление Совета министров СССР № 1154-474сс от 3 июня 1946 года способствовало возрождению ВДВ придав ему статус отдельного рода войск и вернув ему былое место в войсках Резерва Верховного Главнокомандования.

##### Третья волна переформирования десантных соединений в стрелковые дивизии
По окончании Великой Отечественной войны, в прямом подчинении Управления ВДВ в составе ВВС СССР находилось только 3 воздушно-десантные бригады (5-я, 8-я и 24-я) и 7-й учебный воздушно-десантный полк. Такое положение образовалось с 8 декабря 1944 года, когда Отдельная гвардейская воздушно-десантная армия была переформирована в 9-ю гвардейскую армию.
Вне подчинения Управления ВДВ оставались 10 воздушно-десантных дивизий, созданные в декабре 1942 года, которые находились в составе общевойсковых армий.
По окончании боевых действий, советское военное руководство сделало вывод о том что прежней потребности в содержании большого количества воздушно-десантных дивизий более нет. В связи с этим в Красной армии в период с 13 июня по 17 ноября 1945 года последние сохранившиеся гвардейские воздушно-десантные дивизии (гв. вдд), которые были созданы в декабре 1942 года, были переформированы в гвардейские стрелковые дивизии (гв. сд) со сменой общевоинских номеров:
- 1-я гв. вдд → 124-я гв. сд;
- 3-я гв. вдд → 125-я гв. сд;
- 4-я гв. вдд → 111-я гв. сд;
- 5-я гв. вдд → 112-я гв. сд;
- 6-я гв. вдд → 113-я гв. сд;
- 7-я гв. вдд → 115-я гв. сд;
- 9-я гв. вдд → 116-я гв. сд;
- 10-я гв. вдд → 126-я гв. сд.

Исключением стала только 2-я гвардейская воздушно-десантная дивизия, которая была расформирована в Чехословакии за утерю Боевого знамени дивизии, произошедшую 3 мая 1945 года

##### Возрождение рода войск
В свете ухудшения послевоенной международной политической обстановки и явного нарастания Холодной войны с недавними союзниками по Второй мировой войне, 3 июня 1946 года вышло Постановление Совета министров СССР № 1154-474-с, дополненное 7 июня 1946 года Директивой Начальника Генерального Штаба ВС СССР № орг/2/247225, согласно которым Воздушно-десантные войска были выведены из состава ВВС и вошли в состав войск Резерва Верховного Главнокомандования с прямым подчинением министру Вооруженных Сил. Этим самым ВДВ во второй раз за свою историю получили статус отдельного рода войск. Указанными актами была учреждена должность Командующего ВДВ. С этой даты началось началось очередное возрождение рода войск.
14 июня 1946 года вышел Приказ Командующего ВДВ № 0051 согласно которому все 10 дивизий (9 дивизий из бывшей 9-й гвардейской армии и 76-я гвардейская) были преобразованы и переименованы в воздушно-десантные. Все дивизии, кроме 76-й гвардейской стрелковой дивизии, вели историческую преемственность от воздушно-десантных формирований. Для полного комплектования заново создаваемых воздушно-десантных дивизий был направлен личный состав 5-й, 8-й и 24-й гвардейских воздушно-десантных бригад и 7-го учебного воздушно-десантного полка.
Для новых воздушно-десантных дивизий была принята полковая организация, причём двухполковая. То есть каждая дивизия по новому штату включала в себя не три, а два линейных десантных полка: парашютно-десантный и посадочно-десантный полки. В этой связи во всех стрелковых дивизиях участвовавших в переформировании в воздушно-десантные — был расформирован один из трёх стрелковых полков.
В состав каждой из 10 воздушно-десантной дивизии входили:
- штаб и управление дивизии;
- парашютно-десантный полк;
- посадочно-десантный полк;
- артиллерийский полк;
- отдельные артиллерийские дивизионы:
  - самоходный;
  - противотанковый;
  - зенитный.
- отдельный сапёрный батальон;
- отдельные роты:
  - разведывательная;
  - связи;
  - десантного обеспечения;
  - автотранспортная;
  - медико-санитарная.

Личный состав воздушно-десантной дивизии — 5 649 человек.

##### Четвёртое введение корпусного звена
7 октября 1946 года вышла директива Генерального штаба № орг/2/247225, управления 8-го, 15-го, 37-го, 38-го и 39-го гвардейских стрелковых корпусов были преобразованы в управления воздушно-десантных корпусов (численностью до 100 человек в каждом). Каждый корпус получил в свой состав по 2 воздушно-десантные дивизии, которые сохранили почётные наименования и награды. В комплект воинских частей обеспечения корпусов включили авторемонтную базу и узел связи.
После дальнейшего роста напряжённости в мире, 3 сентября 1948 года вышла директива Генерального штаба № орг/2/94173, исходящая из постановления Совета министров № 3217-1304сс о дополнительном увеличении численности ВДВ. Согласно данным поручениям к 15 октябрю 1948 года было создано ещё 5 воздушно-десантных дивизий, которые получили общевоинские номера ранее существовавших, но уже расформированных гвардейских стрелковых дивизий. Для создания этих соединений было направлено по одному из полков (посадочно-десантных).
Новые дивизии при этом унаследовали награды полков:
- 7-я гвардейская воздушно-десантная ордена Кутузова дивизия — создана на базе 322-го гвардейского ордена Кутузова полка 103-й дивизии и включена в состав 8-го корпуса;
- 11-я гвардейская воздушно-десантная Краснознамённая дивизия — создана на базе 347-го гвардейского Краснознамённого полка 106-й дивизии и включена в состав 38-го корпуса;
- 13-я гвардейская воздушно-десантная ордена Кутузова дивизия — создана на базе 296-го гвардейского ордена Кутузова полка 106-й дивизии и включена в состав 37-го корпуса;
- 21-я гвардейская воздушно-десантная ордена Александра Невского дивизия — создана на базе 346-го гвардейского Александра Невского полка 104-й дивизии и включена в состав 15-го корпуса;
- 31-я гвардейская воздушно-десантная ордена Кутузова дивизия — создана на базе 298-го гвардейского ордена Кутузова полка 100-й дивизии и включена в состав 39-го корпуса.

Военное руководство рассматривало в качестве главной оперативной единицы ВДВ — корпус состоявший из дивизий. Планировалось что наличие у СССР крупных воздушно-десантных группировок будет залогом в скорой победе в возможной войне с западными капиталистическими государствами.
Подготовка специалистов для воздушно-десантных войск была возложена на следующие военно-учебные заведения:
- Военно-парашютное училище имени Верховного совета Киргизской ССР — Фрунзе. После 1947 года — Алма-Ата;
- Военно-авиационное планерное училище — город Пугачёв, Саратовская область;
- Военная авиационная планерная школа пилотов — Славгород, Алтайский край;
- Высшие офицерские курсы ВДВ — Щербаков, Ярославская область.

Отличием от периода Великой Отечественной войны, стало включение в состав ВДВ соединений и частей военно-транспортной авиации:
- 5 авиационно-транспортных дивизий (1-я атд, 12-я атд, 281-я атд, 3-я гвардейская атд и 6-я гвардейская атд);
- 4-й авиационно-планерный полк;
- 45-й отдельный учебно-тренировочный авиационный планерный полк;
- 37-й отдельный воздухоплавательный полк;
- 60-й отдельный авиационно-технический полк.

В результате реформ к концу 1948 года ВДВ имели в своём составе 15 воздушно-десантных и 7 авиационно-транспортных дивизий, которые были сведены в 5 корпусов. В составе каждого из корпусов были 3 воздушно-десантные и 1 авиационно-транспортная дивизии. Ещё 2 авиационно-транспортные дивизии (35-я и 40-я) подчинялись непосредственно Управлению ВДВ.

##### Повторное создание воздушно-десантного объединения и его упразднение
31 декабря 1948 года вышел Приказ Министра обороны СССР № 0048 о преобразовании Управления ВДВ в Отдельную гвардейскую воздушно-десантную армию. ОГВДА была создана повторно спустя 4 года после упразднения такого же объединения времён Великой Отечественной войны. В состав ОГВДА вошли все соединения воздушно-десантных войск кроме 1-й авиационно-транспортной дивизии и 37-го гвардейского воздушно-десантного корпуса, дислоцированных на Дальнем Востоке. На основании Директивы Начальника Генерального штаба 24 октября 1950 года при каждом корпусе ОГВДА были сформированы отдельные роты специального назначения (в будущем — воинские формирования Спецназа ГРУ).
В разные годы ОГВДА (2-го формирования) командовали:
- генерал-полковник авиации Руденко С. И. — с января по сентябрь 1949 года;
- генерал-полковник Горбатов А. В. — с сентября 1949 по апрель 1953 года.

18 апреля 1953 года постановлением Совета Министров и МО СССР, Управление ОГВДА было упразднено и переформировано в Управление ВДВ. Этим же решением воздушно-десантные дивизии (кроме 103-й и 114-й) полностью переведены на штаты трёхполкового состава. В штате дивизии были произведены следующие реформы:
- отдельные роты связи были развёрнуты в отдельные батальоны связи;
- отдельные медико-санитарные роты в отдельные медико-санитарные батальоны;
- упразднены отдельные разведывательные роты и противотанковые дивизионы;
- расформированы воздухоплавательные отряды с созданием в полках воздухоплавательных звеньев.

Одной из причин расформирования Отдельной гвардейской воздушно-десантной армии стала нехватка средств воздушной доставки. Все 7 вместе взятых авиационных дивизий Десантно-транспортной авиации (позже — Военно-транспортной авиации) могли одновременно поднять и перевезти не более 2 воздушно-десантных дивизий из 15, причём с неполным комплектом имевшегося в дивизиях вооружения.
Период с октября 1947 по апрель 1953 года был временем наибольшей численности ВДВ СССР за всё время их существования.

#### Второй этап реформирования
С приходом Хрущёва Н. С. на должность Генерального секретаря ЦК КПСС в стране был начат курс на сокращение численности Вооружённых сил СССР. Высшее руководство страны потребовало произвести оптимизацию военных структур с сокращением всего избыточного. Второй этап начался в 1953 и закончился в 1960 году. Он ознаменовался оптимизацией организационно-штатной структуры войск и изменениями в теории применения ВДВ, касательно сохранения живучести в условиях использования ядерного оружия и использования современных средств ПВО.

##### Оптимизация численности соединений ВДВ и отказ от корпусного звена

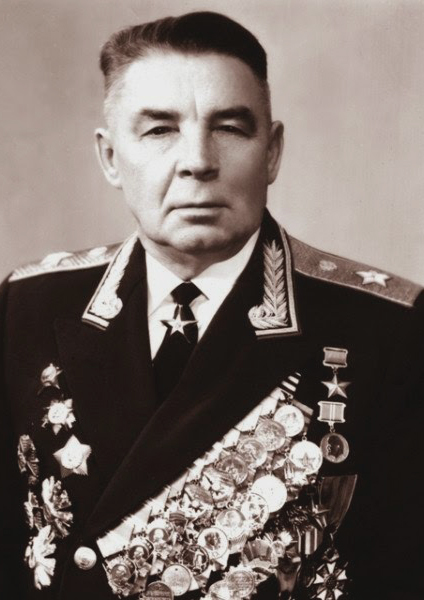
генерал армии Маргелов Василий Филиппович — Командующий ВДВ в период с мая 1954 по март 1959 и с июля 1961 по январь 1979.
Генерал Маргелов являлся главным реформатором советских ВДВ, выведший их на качественно новый уровень

31 мая 1954 года на должность Командующего ВДВ заступил генерал-лейтенант Маргелов В. Ф., которому была поручена ответственная задача по оптимизации численности ВДВ и его качественному преобразованию. Итогами предложенных Маргеловым реформ стали масштабные изменения в организационно-штатной структуре соединений и частей ВДВ, которые были закреплены 21 января 1955 директивой Генерального штаба № орг/2/462396. Согласно данной директиве к 25 апреля 1955 года были проведены следующие реформы:
- подлежали расформированию
  -     - управление 38-го гвардейского воздушно-десантного корпуса вместе с 689-м батальоном связи (дивизии корпуса подчинили непосредственно командованию ВДВ);
    - 11-я гвардейская воздушно-десантная Краснознамённая дивизия;
    - 13-я гвардейская воздушно-десантная ордена Кутузова дивизия;
    - 21-я гвардейская воздушно-десантная ордена Александра Невского дивизия;
    - 100-я гвардейская воздушно-десантная Свирская Краснознамённая дивизия.
- подлежали к передаче в состав остающихся дивизий из состава расформированных:
  -     - парашютно-десантный полк (кроме 103-й и 114-й дивизий);
    - отдельный истребительно-противотанковый артдивизион (создавались на базе артиллерийских частей расформированных дивизий);
    - воздухоплавательный отряд (создавались на основе воздухоплавательных звеньев расформированных полков).
- все дивизии были переведены на разные организационно-штатные структуры мирного времени (в скобках — общий личный состав дивизии):
- 7-я, 76-я и 99-я дивизии — имели развёрнутых 3 парашютно-десантных полка (7 835 человек);
- 31-я, 98-я, 104-я, 105-я, 106-я и 107-я — имели 3 парашютно-десантных полка (6671 человек);
- 103-я и 114-я — имели только 2 парашютно-десантных полка развёрнутых по полному штату (6102 человека).
- были выведены из состава ВДВ все 7 транспортно-десантных авиационных дивизий, которые были преобразованы на основании директивы Генштаба от 14 мая 1955 года в Военно-транспортную авиацию BBC.

Осенью 1955 года произошёл второй этап сокращения ВДВ. 23 сентября 1955 года вышла директива заместителя министра обороны СССР № орг/3/465000 согласно которой были расформированы к 20 декабря 1955 года управления 15-го и 39-го гвардейских воздушно-десантных корпусов.
17 марта 1956 года вышло Постановлению Совета Министров СССР № 362-233сс, которая была дополнена директивой № орг/3/39479 Министра обороны СССР от 4 апреля 1956 года. Согласно данным актам к 1 июня 1956 года были проведены следующие организационно-штатные преобразования:
- были расформированы:
  -     - управления 8-го и 37-го гвардейских воздушно-десантных корпусов;
    - управления 99-й и 114-й гвардейских воздушно-десантных дивизий вместе с частями дивизионного комплекта;
    - 4 парашютно-десантных полка (39-й из 103-й дивизии, 95-й из 98-й дивизии, 116-й и 297-й из 99-й дивизии);
    - 2 артиллерийских полка (17-й из 98-й дивизии, 404-й из 114-й дивизии);
    - 66-й отдельный самоходный артдивизион из 98-й дивизии.
- были переподчинены:
  -     - отдельный батальон связи расформированного 8-го корпуса — управлению ВДВ, а отдельный батальон связи 37-го корпуса — управлению ДВО;
    - 300-й парашютно-десантный полк, 74-й артиллерийский полк и 68-й отдельный самоходный артдивизион из 99-й дивизии — командиру 98-й дивизии;
    - 350-й и 357-й полки 114-й дивизии — командиру 103-й дивизии.

Этой реформой структура ВДВ СССР лишилась корпусного звена управления, просуществовавшего более 9 лет.

##### Дальнейшее сокращение и потеря статуса отдельного рода войск
В феврале 1955 года на должность Министра обороны СССР вступил Маршала Советского Союза Жуков Г. К., который восстановил упразднённый в 1950 году Сталиным И. В. Главный штаб Сухопутных войск. 2 апреля 1956 года вышел Приказ Министра обороны СССР, согласно которому ВДВ терял статус отдельного рода войск, став подчинённым родом войск в составе Сухопутных войск.
9 августа 1956 года вышла директива Командующего Сухопутных войск № ош/5/291324, согласно которому были упразднены Центральные курсы усовершенствования офицерского состава ВДВ в городе Щербаков (ныне Рыбинск).
15 июня 1958 года была расформирована 107-я гвардейская воздушно-десантная дивизия.
30 апреля 1959 года была расформирована 31-я гвардейская воздушно-десантная дивизия. В связи с категорическим несогласием Маргелова с вышестоящим руководством по поводу расформирования 31-й дивизии, ориентированной для действий на стратегически важном юго-западном направлении, он был временно понижен и переведён на должность 1-го заместителя командующего ВДВ.

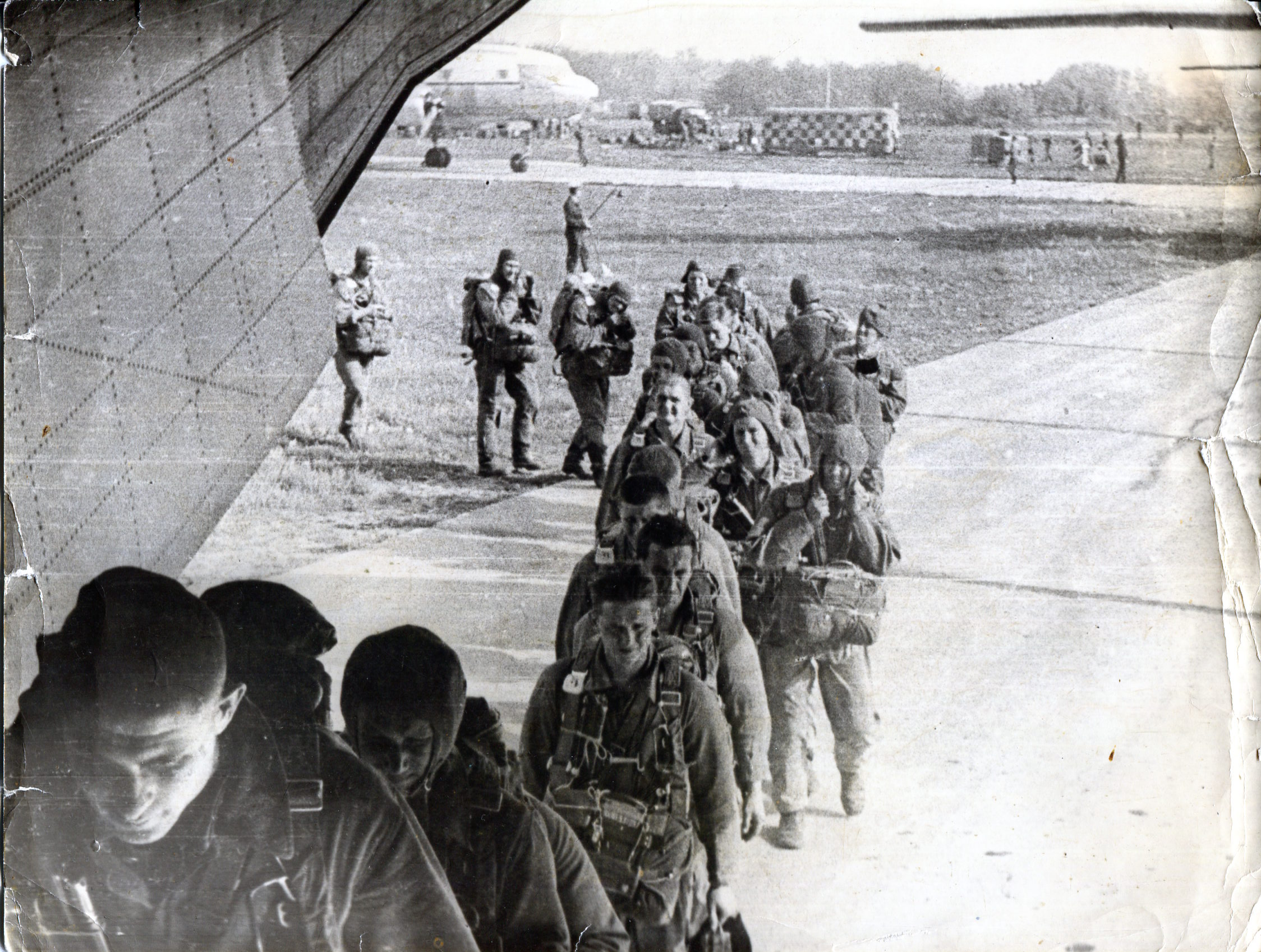
Подготовка к парашютной выброске в 76-й гвардейской воздушно-десантной дивизии.
Июнь 1971 года

В конце 1950-х и в начале 1960-х годов в ВДВ произошёл ряд следующих реформ:
- в декабре 1958 года для организации воздушно-десантной подготовки из ВВС в ВДВ были переданы 7 (по количеству оставшихся дивизий) отдельных военно-транспортных авиационных эскадрилий самолетов Ан-2 (по 10 самолетов). Все они были включены в состав дивизий;
- в ноябре 1960 года артиллерийские полки в дивизиях были переформированы в отдельные артдивизионы, а отдельные истребительные противотанковые дивизионы в отдельные батареи управляемых реактивных противотанковых установок;
- с августа 1960 года были расформированы отдельные воздухоплавательные отряды (сведены в звенья и включены в состав дивизионных эскадрилий) и дивизионные автошколы.
- до осени 1960 года 104-я дивизия была передислоцирована в Закавказский военный округ, а 105-я дивизия в Среднеазиатский военный округ.

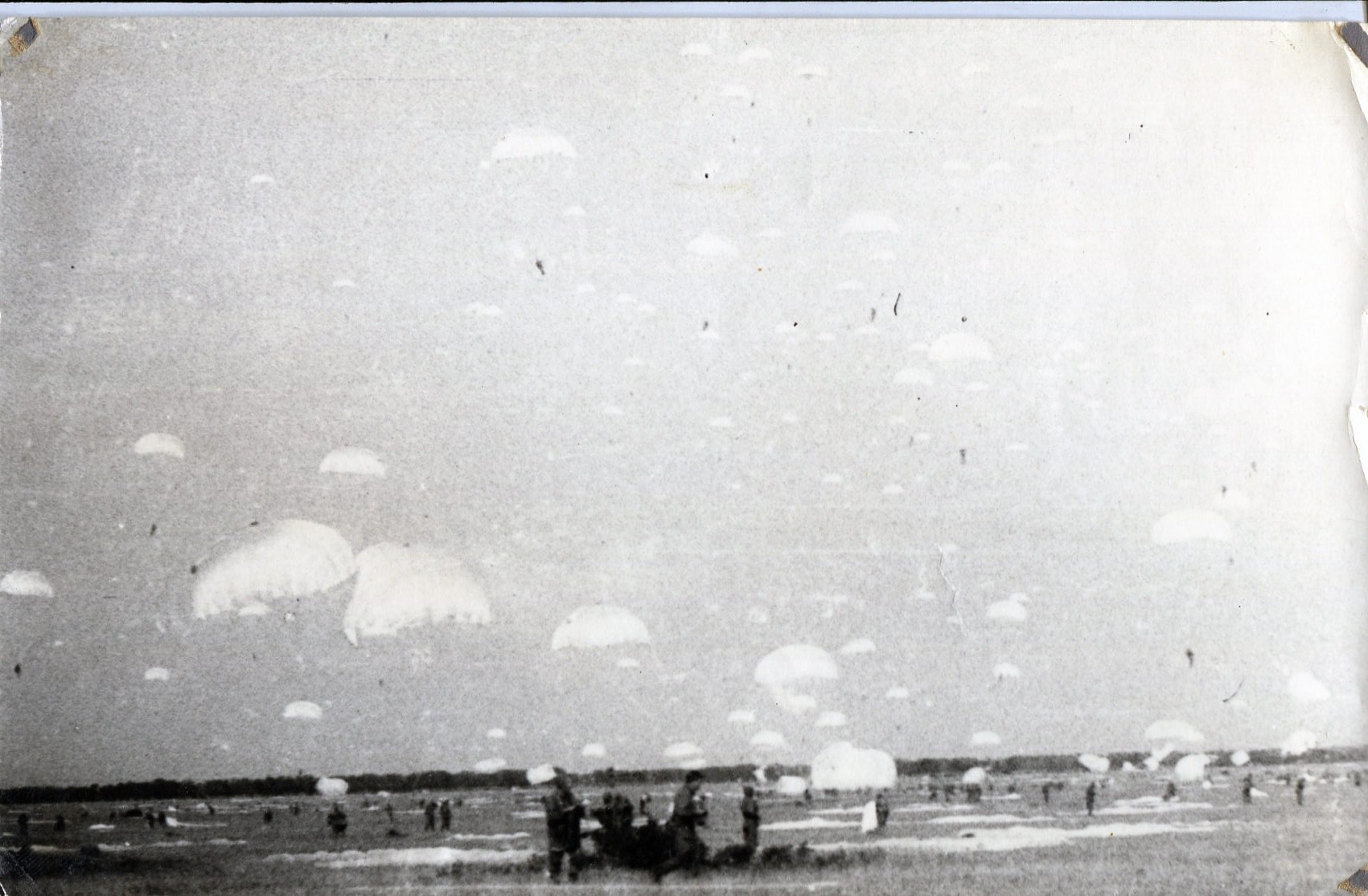
Массовая парашютная выброска на учениях «Юг-1971»

#### Третий этап реформирования

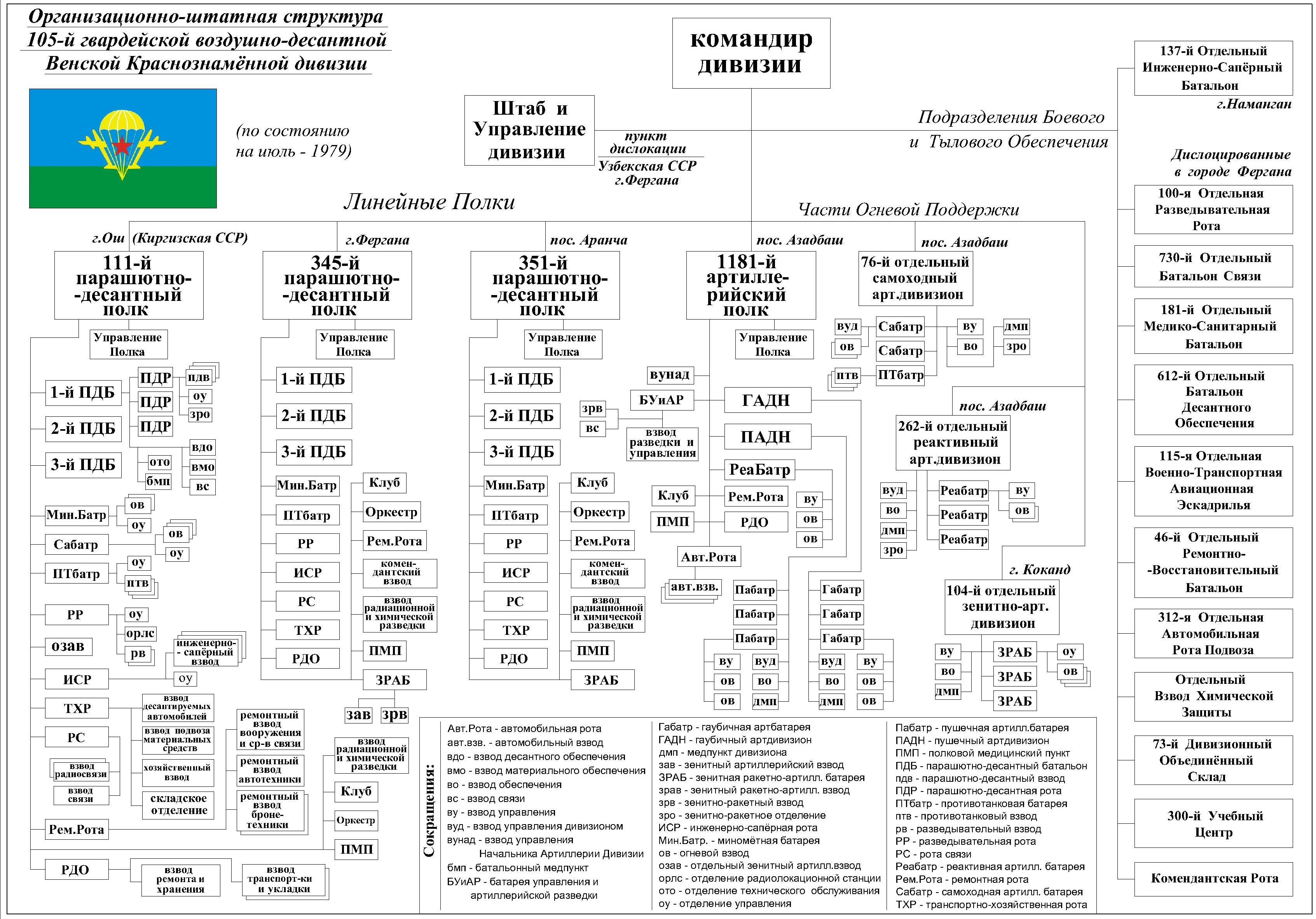
Организационно-штатная структура 105-й гвардейской воздушно-десантной дивизии.
Июль 1979 года

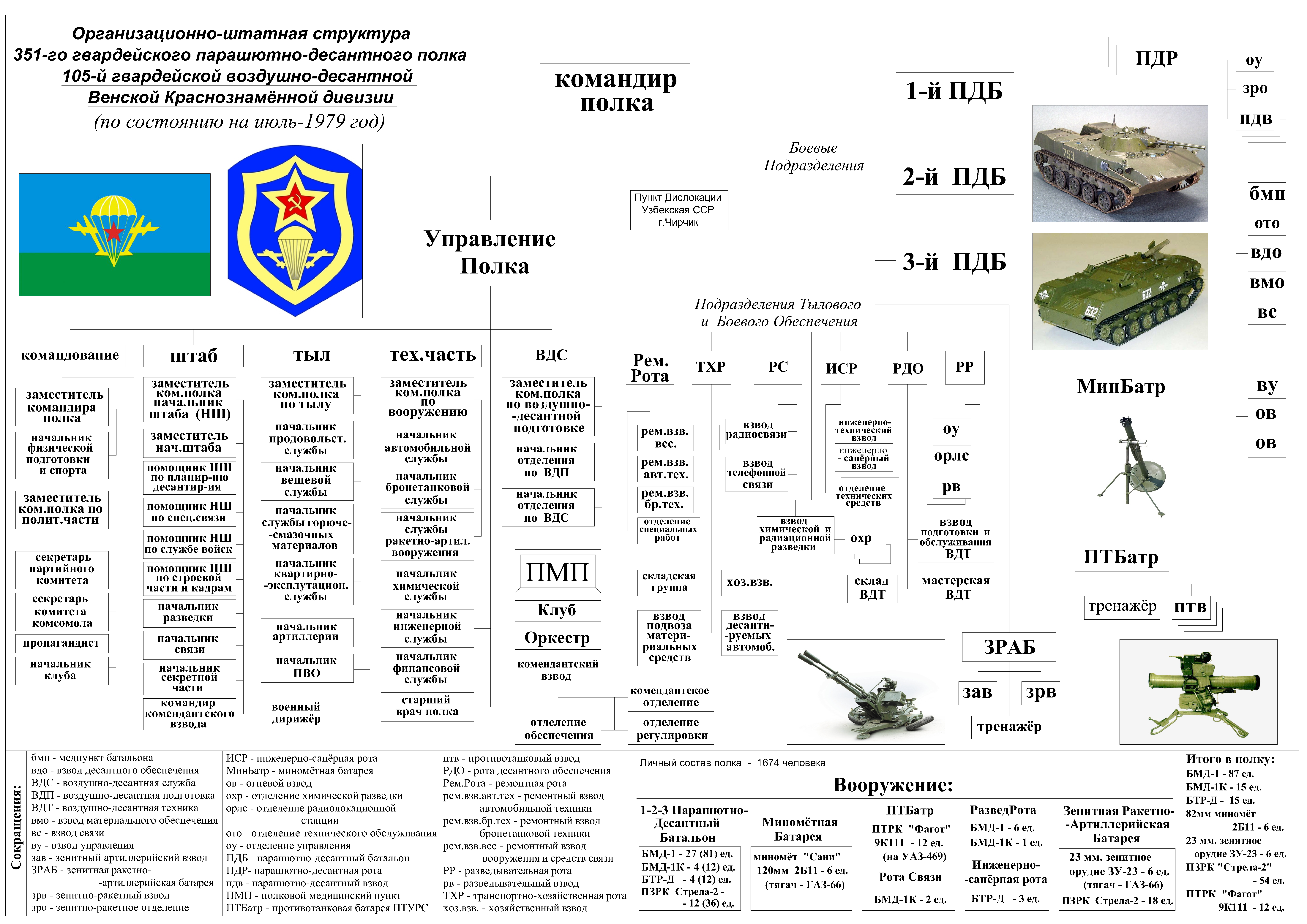
Организационно-штатная структура 351-го гвардейского парашютно-десантного полка 105-й гв.вдд на июль 1979 года

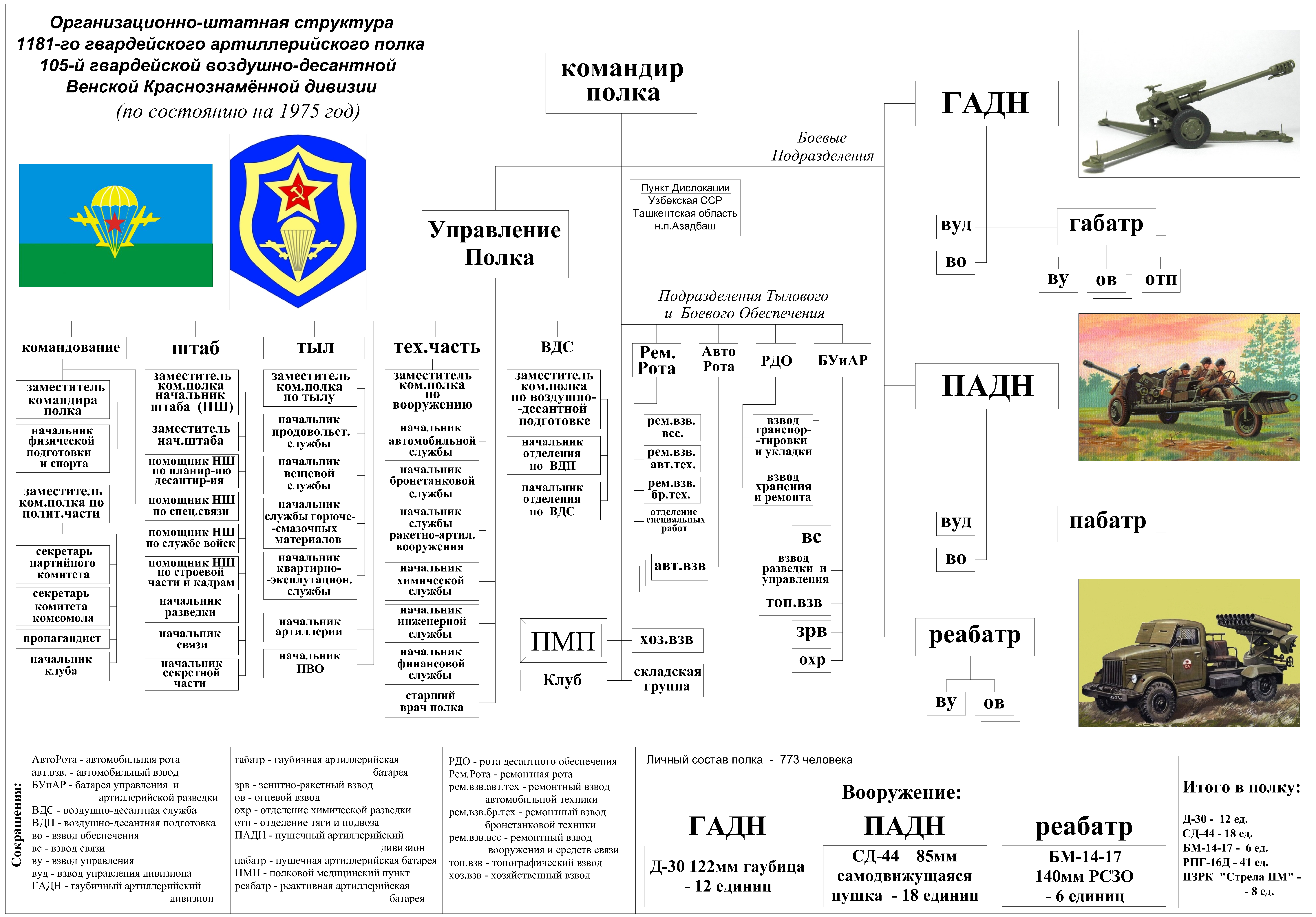
Организационно-штатная структура 1181-го гвардейского артиллерийского полка 105-й гв.вдд на 1975 год

Третий этап реформирования пришёлся на период с 1960 по 1979 годы. Он был связан с ростом политического, экономического и военного противостояния СССР и других стран Организации Варшавского договора с США и блоком НАТО, а также с возвращением Маргелова В. Ф. на пост командующего ВДВ. По его инициативе и ряду его предложений, в организационно-штатную структуру воздушно-десантных дивизий вновь были внесены изменения, результатом которых стало их укрупнение и увеличение численности личного состава.
Главной особенностью третьего этапа развития ВДВ стали возросшие возможности военно-транспортной авиации для доставки десанта к месту назначения, поступление на вооружение новых образцов боевой техники и созданием героического образа десантника, которому всесторонне содействовал Командующий ВДВ генерал Маргелов.
Ещё одним важным вкладом Маргелова в развитие ВДВ в период его командования, стала популяризация в среде молодёжи службы в воздушно-десантных войсках и разработка основ морально-психологической подготовки десантников, которая заключалась в своеобразном комплексе мероприятий и явлений называемых десантный шовинизм.
Из заметных событий в смене дислокации соединений на третьем этапе реформирования, стала переброска 98-й воздушно-десантной дивизии из города Белогорск Амурской области в город Болград Одесской области, которая была инициирована директивой Генерального штаба ВС СССР от 14 июля 1969 года. Причиной этому стало очередное обострение обстановки на Ближнем Востоке.

##### Реформы в системе обучения и возвращение статуса отдельного рода войск
Реформы в системе обучения коснулись как офицерского состава так и обучения младших специалистов срочной службы.
При послевоенном воссоздании ВДВ в 1946 году, основное обучение младших специалистов из числа военнослужащих срочной службы, производилось в дивизионных и полковых школах, на командиров взводов обучали в Алма-Атинском воздушно-десантном училище, а специалистов воздухоплавательной и воздушно-десантной службы подготавливали в 17-м учебном центре в городе Долгопрудный.
Согласно директивам Генерального штаба 6 июня 1958 года 17-й учебный центр был переведен в н.п. Дядьково Дмитровского района Московской области, а Алма-Атинское училище 1 мая 1959 года было передислоцировано в Рязань. 23 марта 1964 года на базе передислоцированного училища и на базе Рязанского высшего общевойскового командного училища было создано Рязанское высшее воздушно-десантное командное училище (РВВДКУ).
Основной реформой в подготовке младших специалистов стал отказ от дивизионных и полковых школ и создание единого для всех ВДВ учебного соединения, как это было сделано с 1960 года в военных округах, где в каждом из них была сформирована одна учебная мотострелковая дивизия а в некоторых округах ещё и учебная танковая дивизия. Согласно директивам Министра обороны СССР от 18 марта 1960 года № орг/3/59002-08 и Главнокомандующего Сухопутными войсками от 7 июня 1960 года № ош/1/290219 к 17 сентября 1960 года была создана 44-я учебная воздушно-десантная дивизия с дислокацией в городе Остров Псковской области. На создание дивизии были обращены 17-й учебный центр ВДВ, 78-й отдельный учебный самоходно-артиллерийский дивизион и 11-я школа младших специалистов медицинской службы.
В сентябре 1961 года 44-й учебная дивизия была передислоцирована в Литовскую ССР, с размещением частей в городах Гайжюнай, Каунас, Ионава, Пренай и Рукла. Собственное боевое знамя учебная дивизия получит из рук Командующего ВДВ только на 20-летие создания 17 сентября 1980 года.
7 марта 1964 года вышел Приказ Министра обороны СССР № 0036, которым было упразднено Главное командование Сухопутных войск и их Главный штаб. Функции расформированных ведомств были переданы Генеральному штабу. В результате данной реформы ВДВ в третий раз за свою историю обрели статус отдельного рода войск, а Командующий ВДВ стал непосредственно подчиняться Министру обороны СССР.
С созданием 1 января 1972 года в ВС СССР института прапорщиков и мичманов, встал вопрос о централизованной подготовке прапорщиков для ВДВ. 15 мая 1972 года на базе 226-го учебного парашютно-десантного батальона была создана 332-я школа прапорщиков ВДВ.
К концу 1972 года в состав ВДВ СССР входили:
- Штаб ВДВ — н.п. Медвежьи Озёра, Московская область;
  - 196-й отдельный полк связи штаба — н.п. Медвежьи Озёра Московская область;
  - Центральная база хранения воздушно-десантной техники — Коломна;
  - 8-й отдельный танкоремонтный батальон — н.п. Боровуха-1 Витебская область.
- 7 воздушно-десантных дивизий;
- 1 учебная воздушно-десантная дивизия;
- Рязанское высшее воздушно-десантное командное училище;
- 332-я школа прапорщиков.

Для подготовки офицеров ВДВ были задействованы и другие военные училища. В частности, по специальности «командир огневого взвода ВДВ» готовило Хмельницкое высшее артиллерийское командное училище имени маршала артиллерии Н. Д. Яковлева.

##### Качественное преобразование ВДВ

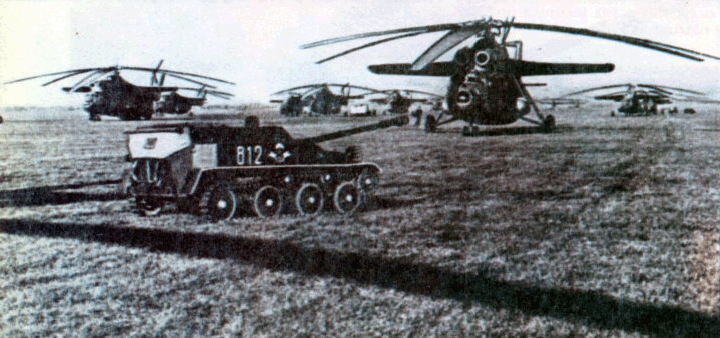
АСУ-57 на фоне вертолётов Ми-6 — первый в мире серийный образец авиадесантной техники. Данный образец дал возможность советским ВДВ противостоять бронетехнике противника

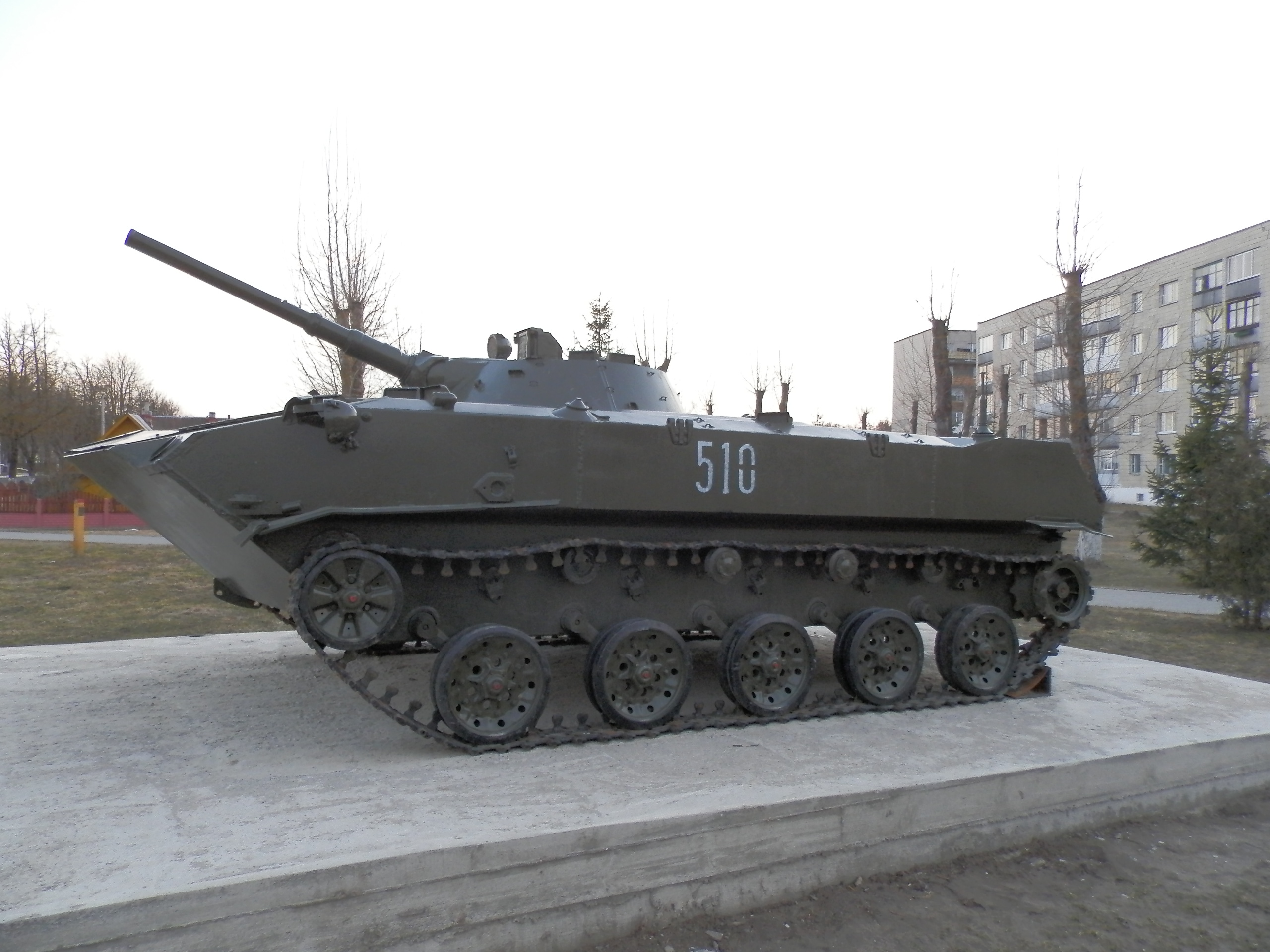
БМД-1 — первый в мире серийный образец принципиально новой боевой техники, которая дала десантникам возможность транспортировки в тылу противника и могла оказывать огневую поддержку в бою

Долгий промежуток послевоенного времени советские ВДВ продолжали оставаться лёгкой пехотой без средств моторизации после высадки. Парк грузовых планеров не в состоянии был обеспечить всех высаженных в тылу противника десантников средствами передвижения в виде автомобилей и мотоциклов. Первые послевоенные советские транспортные самолёты могли десантировать только личный состав, но не автомобили и лёгкую бронетехнику.
Маргелов преследовал мысль добиться полной механизации ВДВ, по примеру советских стрелковых войск, которые в послевоенное время постепенно переходили от моторизованной пехоты передвигавшейся на грузовых автомобилях, к механизированной пехоте передвигавшейся на бронированных машинах (бронетранспортёры и боевые машины пехоты). Механизация советской пехоты началась с 1950 года, с поступления в войска первого серийного бронетранспортёра БТР-40.
Первым образцом бронетехники поступившей на вооружение ВДВ, стала самоходная установка АСУ-57, которую предполагалось десантировать посадочным способом на грузовых планерах. Данный образец не мог перевозить на себе десантников и служил только как средство огневой поддержки в борьбе с бронетехникой противника. Его применение было осложнено недостаточным количество тяжёлых грузовых планеров.
С поступлением в 1960 году на вооружение военно-транспортной авиации транспортного самолёта Ан-12, произошло качественное изменение ВДВ. Это был первый советский самолёт, широкий фюзеляж которого позволял перевозить на борту лёгкую бронетехнику и автомобили с возможностью десантирования. Ан-12 позволял осуществлять парашютное десантирование АСУ-57. По итогам испытаний парашютной выброски АСУ-57 с Ан-12, по инициативе Маргелова оборонная промышленность СССР приступила к разработкам более крупной бронированной авиадесантной техники. В 1965 году в ОКБ Волгоградского тракторного завода началась разработка объекта № 915, которая по аналогии с разрабатываемой с 1961 года и поступившей на вооружение в сухопутные войска в 1966 году боевой машиной пехоты БМП-1, должна была стать средством транспортировки и огневой поддержки парашютно-десантного отделения. Итогом разработок стала боевая машина десанта БМД-1, которая была принята на вооружение в 1969 году. В последующем на его базе была разработана целая линейка машин для воздушно-десантных войск: бронетранспортёр БТР-Д, самоходное артиллерийское орудие 2С9 «Нона», командно-штабная машина КШМ-Д «Сорока», машина управления артиллерии 1В119 «Реостат» и другие.
Фактически массовое появление Ан-12 способствовало механизации ВДВ и повысило его возможности.
Процесс механизации в ВДВ растянулся на длительный срок и не был окончен к 1979 году. К примеру на осень 1979 года 111-й парашютно-десантный полк 105-й воздушно-десантной дивизии имел только средства моторизации в виде грузовых автомобилей ГАЗ-66Б. Такие полки было принято называть «пешими».

#### Четвёртый этап реформирования
Четвёртый этап пришёлся на период с конца 1979 и продлился до распада СССР. Этот период характеризуется реформированием организационно-штатной структуры и резким увеличением численности за счёт слияния с Десантно-штурмовыми формированиями Сухопутных войск незадолго до распада СССР.

##### Организационно-штатные преобразования
В связи с очередным витком напряжённости в мировой обстановке, военное руководство СССР во второй половине 1979 года решило усилить группировки войск на западном направлении дополнительными частями десантно-штурмовых формирований сухопутных войск, обладавших высокой мобильностью. До этого времени в десантно-штурмовых формированиях числились только 3 отдельные десантно-штурмовые бригады, которые дислоцировались в ЗабВО, ДВО и ЗакВО. Они представляли собой парашютно-десантные части, располагавшие только средствами моторизации. Для создания новых формирований требовалось выделение из состава ВДВ целого соединения и дополнительно одной воинской части, которыми требовалось укомплектовать штаты новых частей. Выбор военного руководства пал на 105-ю воздушно-десантную дивизию, которая располагалась на второстепенном по военной опасности южном направлении в Среднеазиатском военном округе и на 80-й парашютно-десантный полк из состава 104-й воздушно-десантной дивизии в Закавказском военном округе. Крайнее несогласие Командующего ВДВ Маргелова с вышестоящим руководством по поводу расформирования 105-й дивизии, стало причиной его отставки.
В результате расформирования 105-й гвардейской воздушно-десантной дивизии и 80-го парашютно-десантного полка к 1 декабря 1979 года были созданы: 9 отдельных десантно-штурмовых бригад, 4 отдельных десантно-штурмовых батальона и 1 отдельный парашютно-десантный полк.
В последующем в ВДВ прошли следующие преобразования:
- в 1980—1981 годах все медико-санитарные батальоны дивизий были переименованы в отдельные медицинские батальоны; отдельные реактивные артдивизионы были включены в состав артиллерийских полков; из частей тыла дивизий были сформированы отдельные батальоны материального обеспечения; на базе отрядов тяжелой техники были созданы отдельные батальоны десантного обеспечения;
- в связи с перевооружением с АСУ-85 на БТР-Д, отдельные самоходные артиллерийские дивизионы дивизий были переформированы в отдельные противотанковые артиллерийские дивизионы;
- в декабре 1984 года 589-й отдельный учебный самоходно-артиллерийский дивизион 44-й учебной дивизии был включен в состав 1120-го учебного артполка, а сам полк был переформирован в 1120-й учебный самоходный артиллерийский полк;
- в мае 1982 года 387-й парашютно-десантный полк 104-й дивизии был передислоцирован из г. Кировабад Азербайджанской ССР в г. Фергана Узбекской ССР, для подготовки рядового состава, для прохождения дальнейшей службы в воздушно-десантных частях в составе ОКСВА;
- в июле 1986 года был создан 1377-й отдельный понтонно-мостовой батальон ВДВ;
- с июля 1986 по апрель 1987 года все отдельные противотанковые артиллерийские дивизионы в дивизиях были включены в состав артиллерийских полков;
- в августе 1987 года 44-я учебная воздушно-десантная дивизия была переименована в 242-й учебный центр ВДВ;
- в декабре 1990 года на базе 196-го полка связи ВДВ, была создана 171-я бригада связи ВДВ.

##### Слияние ВДВ и Десантно-штурмовых формирований Сухопутных войск
Главным событием четвёртого этапа реформирования, стало слияние ВДВ и Десантно-штурмовых формирований Сухопутных войск.
В 1989 году в Генеральном Штабе было принято решение о включении всех Десантно-штурмовых формирований Сухопутных войск в состав ВДВ. При этом все отдельные десантно-штурмовые батальоны (более 20 единиц) находившиеся в штате общевойсковых армий, танковых армий и армейских корпусов — подлежали расформированию. К тому времени имелось 16 десантно-штурмовых бригад. Только малая часть этих бригад имела полностью развёрнутый штат. В период с августа по сентябрь 1990 года все отдельные десантно-штурмовые бригады были переданы в состав ВДВ СССР. При включении в состав ВДВ все бригады были переименованы из «десантно-штурмовых» в «воздушно-десантные».
Поскольку летом 1989 года Туркестанский военный округ был объединён с упразднённым Среднеазиатским военным округом, в объединённом ТуркВО оказались одновременно две десантно-штурмовые бригады (56-я и 57-я). В 1990 году была расформирована 57-я десантно-штурмовая бригада, ранее относившаяся к войскам САВО. Также при присоединении десантно-штурмовых формирований к ВДВ были расформированы кадрированные 128-я и 130-я десантно-штурмовые бригады.
За счёт слияния численный состав ВДВ вырос почти на 24 тысячи человек: с 53 874 человек (в том числе 18 генералов и около 10 000 офицеров) — до 77 036 человек (в том числе 20 генералов и 11 445 офицеров).
Включение десантно-штурмовых бригад в состав ВДВ дало возможность командованию к повторному созданию 105-й воздушно-десантной дивизии в местах прежней дислокации. Для этой цели при выводе советских войск из Германии в Туркестанский военный округ в мае 1991 года была передислоцирована 35-я десантно-штурмовая бригада. По замыслу военного руководства костяк возрождаемого соединения должны были составить следующие части:
- 387-й отдельный горно-пустынный парашютно-десантный полк — г. Фергана, Узбекская ССР;
- 35-я отдельная десантно-штурмовая бригада (с переформированием в 111-й парашютно-десантный полк) — г. Капчагай, Казахская ССР;
- 56-я отдельная десантно-штурмовая бригада (с переформированием в 351-й парашютно-десантный полк) — г. Иолотань, Туркменская ССР.

Для создания частей дивизионного комплекта привлекались части 103-й воздушно-десантной дивизии из Белоруссии, которые на железнодорожном транспорте были переброшены в Ферганскую долину. Начались организационные работы по созданию 105-й дивизии. К осени 1991 года в Фергане было создано управление 105-й дивизии и создан дивизионный комплект частей обеспечения и огневой поддержки. Однако последовавший в декабре 1991 года распад СССР остановил процесс окончательного создания дивизии, поскольку части дивизии оказались на территории трёх новообразованных независимых государств.

#### Вооружение ВДВ в послевоенный период

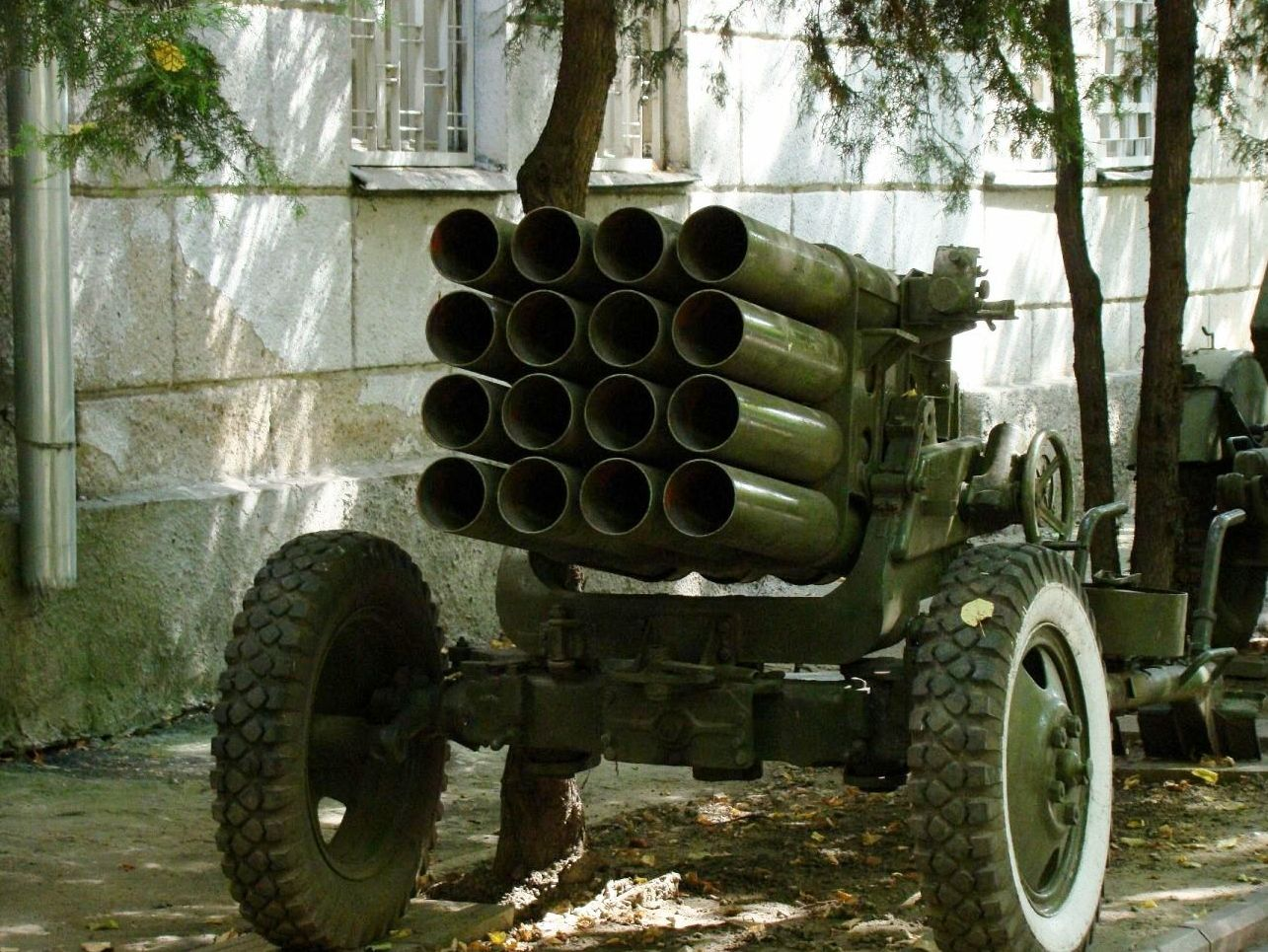
РПУ-14 — образец 140-мм РСЗО для ВДВ СССР в 1950—1960 годы

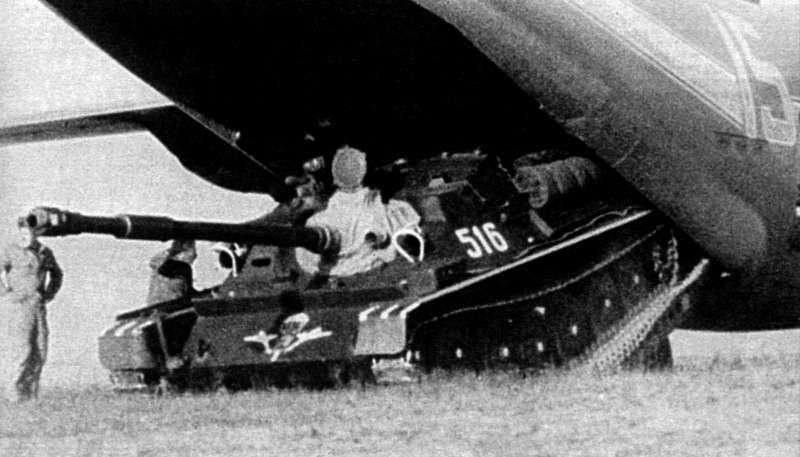
Выгрузка авиадесантной самоходной установки АСУ-85 из военно-транспортного самолёта Ан-22

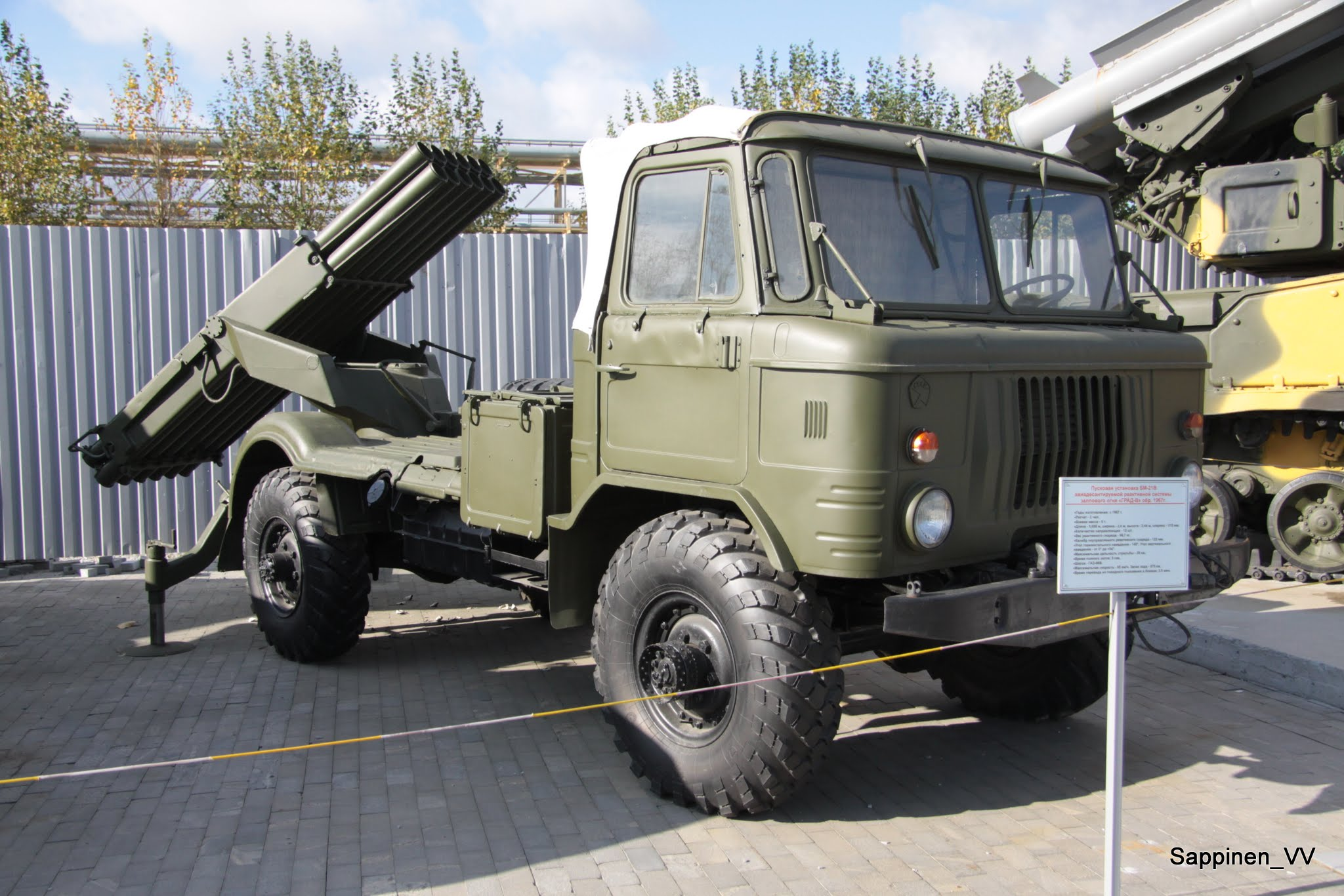
БМ-21В («Град-В») — образец 12-ствольной РСЗО на базе автомобиля ГАЗ-66Б.
Машина имеет складную брезентовую кабину для снижения профиля в целях установки на грузовую платформу и пришвартовки к парашютной системе

В послевоенные годы стрелковое вооружение десантников было представлено образцами исключительно автоматического ведения огня. Первоначально это были пистолет-пулемёты ППС-43, ППШ-2, автоматическая винтовка СКС и ручной пулемёт РПД. С принятием в 1949 году на вооружение Советской армии автомата АК, для ВДВ был разработан автомат АКС со складным прикладом, который позволял его пришвартовку к парашютной системе. С поступлением в 1959 году на вооружение АКМ, для ВДВ была разработан его вариант со складным прикладом АКМС, модификация которого с планкой для крепления ночного прицела (АКМСН) используется до настоящего момента десантниками стран СНГ.
В 1951 году в ВДВ поступила на вооружение авиадесантная самоходная установка АСУ-57, вооружённая 57-мм пушкой. Орудие позволяло пробивать бронированные образцы потенциального противника вплоть до среднего танка включительно. Это был первый послевоенный образец вооружения, резко повысивший возможности десантников. Первоначально установка могла перебрасываться только тяжёлыми планерами Як-14 и Ил-32, которые буксировали бомбардировщики Ту-2 или Ту-4. С появлением военно-транспортных самолётов Ан-12 появилась возможность выброски на специальной парашютной платформе.
В 1954 году в ВДВ начали поступать безоткатные противотанковые орудия: 82-мм орудие Б-10 и 107-мм орудие Б-11. Б-10 с бронепробиваемостью на 1 000 метрах до 250 мм и весом в 86 килограмм переносилось расчётом из 4 десантников. Более тяжёлое орудие Б-11 с бронепробиваемостью на 1 200 метрах до 290 мм (305 килограмм) буксировалось автомобилем ГАЗ-69.
В 1954 году в артиллерийские полки ВДВ начали поступать 85-мм дивизионные самодвижущиеся орудия СД-44. Оно являлось модификацией орудия Д-44, которое было установлено на специальные самодвижущиеся лафеты, оборудованные небольшим двигателем. Скорость передвижения составляла 25 км/ч (на буксире до 60 км/ч). Всего было произведено 697 орудий, которые использовались в ВДВ до конца 1970-х годов.
В 1958 году на вооружение ВДВ поступила более мощная самоходная установка АСУ-85, которая была создана на базе плавающего танка ПТ-76 и имела на вооружении 85-мм пушку. Десантирование АСУ-85 производилась только посадочным способом до появления тяжёлых военно-транспортных самолётов Ан-22 и парашютных платформ П-16.
В 1950-е и 1960-е годы батальонная артиллерия ВДВ была представлена миномётной батарей из 6 82-мм миномётов, а полковая артиллерия — миномётной батареей из 6 120-мм миномётов. Артиллерийский полк воздушно-десантных дивизий располагал 85-мм орудиями Д-48 и СД-44, 76-мм орудиями ЗИС-3 и 140-мм РСЗО РПУ-14.

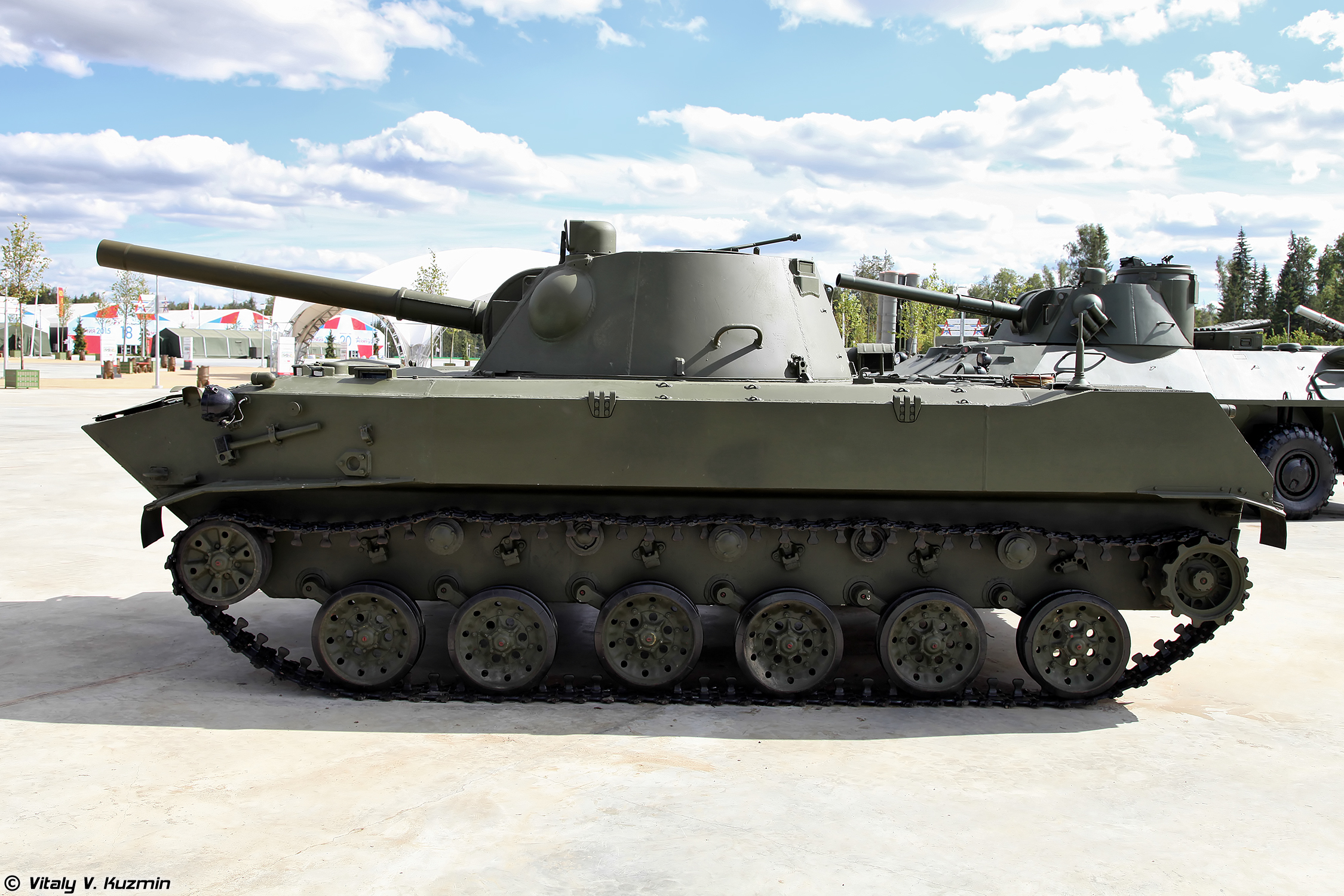
САУ 2С9 — основной образец вооружения в полковой и дивизионной артиллерии в ВДВ СССР.
В парашютно-десантном полку было 18 единиц 2С9.
В воздушно-десантной дивизии — 72 единицы

Главным событием в вооружении ВДВ послевоенного периода, стало поступление в войска боевой машины десанта БМД-1 в 1969 году. ВДВ по сути стали механизированной пехотой, которая могла перебрасываться по воздуху. В целях унификации вооружения и оптимизации технического обеспечения, на базе БМД-1 были созданы:
- самоходное артиллерийское орудие 2С9 «Нона» с универсальным 120-мм орудием;
- бронетранспортёр БТР-Д с вместимостью десанта из 10 человек;
- самоходная пусковая установка противотанковых ракет БТР-РД «Робот»;
- бронетранспортёр для перевозки зенитно-ракетного отделения БТР-ЗД «Скрежет»;
- бронированная ремонтно-эвакуационная машина БРЭМ-Д;
- и другие модификации.

С поступлением на вооружение БМД-1 и машин на его базе, до конца 1980-х годов существенных изменений в организационно-штатной структуре воздушно-десантных дивизий не было.
К моменту распада СССР в штате частей воздушно-десантной дивизии было на вооружении:
- 3 парашютно-десантных полка — в каждом по 110 БМД, 32 БТР-Д; 18 120-мм САУ 2С9 «Нона», 6 БТР-РД, 13 БТР-ЗД; 8 БМД-1КШ, 10 1В119.
- артиллерийский полк с вооружением в составе следующих подразделений:
  -     - самоходно-артиллерийский дивизион — 18 САУ 2С9 «Нона»;
    - противотанковый дивизион — 18 БТР-РД «Робот»;
    - гаубичная артиллерийская батарея — гаубиц Д-30А и 6 БТР-Д в качестве тягачей;
    - зенитная батарея — 3 БТР-ЗД «Скрежет»;
    - во взводах управления дивизионов — 3 БМД-1KШУ и 10 1В119.

Вооружение воздушно-десантных дивизий заметно различалось по соединениям.
| Дивизия   | Боевые машины десанта (БМД)            | Бронетранспортёры десантные (БТР-Д)            | САУ    | Буксируемые орудия |
| --------- | -------------------------------------- | ---------------------------------------------- | ------ | ------------------ |
| 7-я вдд   | 367 (138 БМД-2, 210 БМД-1, 39 БМД-1КШ) | 212 (в том числе 36 БТР с ПТУР, 47 БТР с ПЗРК) | 72 2С9 | 6 Д-30А            |
| 76-я вдд  | 351 (93 БМД-2, 219 БМД-1, 39 БМД-1КШ)  | 185 (в том числе 36 БТР с ПТУР, 41 БТР с ПЗРК) | 72 2С9 | 6 Д-30А            |
| 98-я вдд  | 351 (120 БМД-2, 192 БМД-1, 39 БМД-1КШ) | 185 (в том числе 36 БТР с ПТУР, 47 БТР с ПЗРК) | 74 2С9 | 6 Д-30А            |
| 104-я вдд | 351 (93 БМД-2, 219 БМД-1, 39 БМД-1КШ)  | 185 (в том числе 36 БТР с ПТУР, 42 БТР с ПЗРК) | 72 2С9 | 6 Д-30А            |
| 106-я вдд | 381 (30 БМД-2, 312 БМД-1, 39 БМД-1КШ)  | 212 (в том числе 36 БТР с ПТУР, 47 БТР с ПЗРК) | 74 2С9 | 8 Д-30А            |
| 44-я увдд | 245 (38 БМД-2, 207 БМД-1)              | 174 (в том числе 14 БТР с ПТУР, 3 БТР с ПЗРК)  | 22 2С9 | 9 Д-30А            |

#### Авиационное обеспечение и воздушно-десантное обеспечение в послевоенный период

##### Закат планерной эпохи

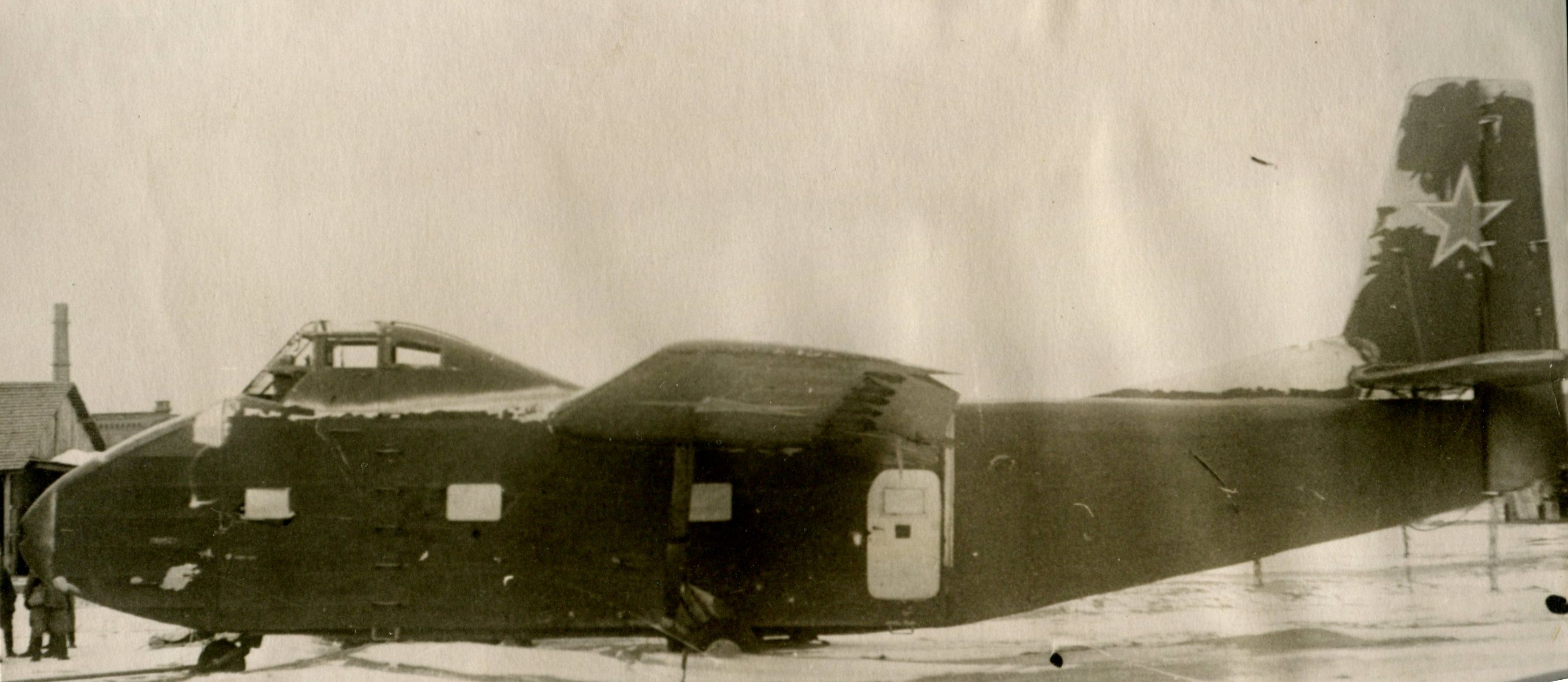
Як-14 — последний серийный планер советских ВДВ

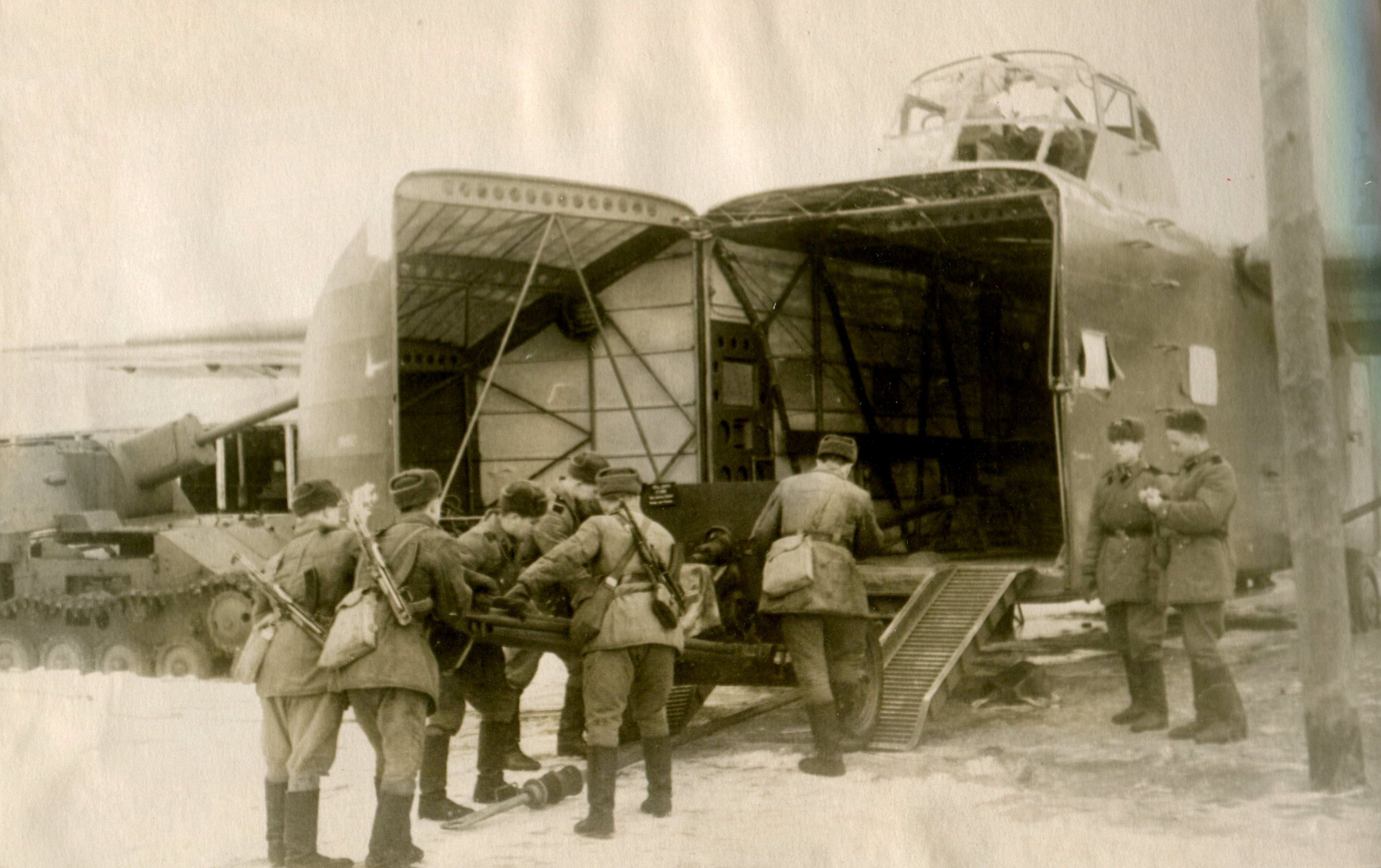
Погрузка 76-мм орудия в планёр Як-14.
1967 год

В послевоенные годы, до появления широкофюзеляжного военно-транспортного самолёта Ан-12, в советских ВДВ для десантирования широко использовались тяжёлые планеры. В качестве таковых использовались разработанный ещё в годы войны Ц-25, изготовленный большой серией в 251 единицу, который позволял перевозить 25 десантников или 2 200 килограммов груза. С 1951 года на замену планерам Ц-25 пришёл более грузоподъёмный планер Як-14, который брал на борт максимально 35 десантников или 3 500 килограмм груза. Он был изготовлен более крупной серией в 413 единиц.
Планер Як-14 позволял брать на борт:
- 57-мм пушку с тягачом ГАЗ-67Б;
- 76-мм орудие с тягачом ГАЗ-67Б;
- 37-мм зенитную пушку;
- 122-мм гаубицу;
- 160-мм миномёт с тягачом ГАЗ-67Б;
- одновременно два тягача ГАЗ-67Б;
- грузовик ГАЗ-51;
- самоходную установку АСУ-57.

Оба типа планеров использовались в ВДВ для посадочных десантов практически до конца 1950-х годов. В качестве буксиров использовались бомбардировщики Ту-4 и транспортно-десантные Ил-12Д (десантная версия Ил-12).
В любом случае тяжёлые планера не отвечали требованиям ВДВ, которые планировали брать на вооружение более тяжёлые образцы техники чем АСУ-57. С массовым поступлением на вооружение военно-транспортной авиации Ан-12, использование планеров прекратилось.

##### Самолёты военно-транспортной авиации

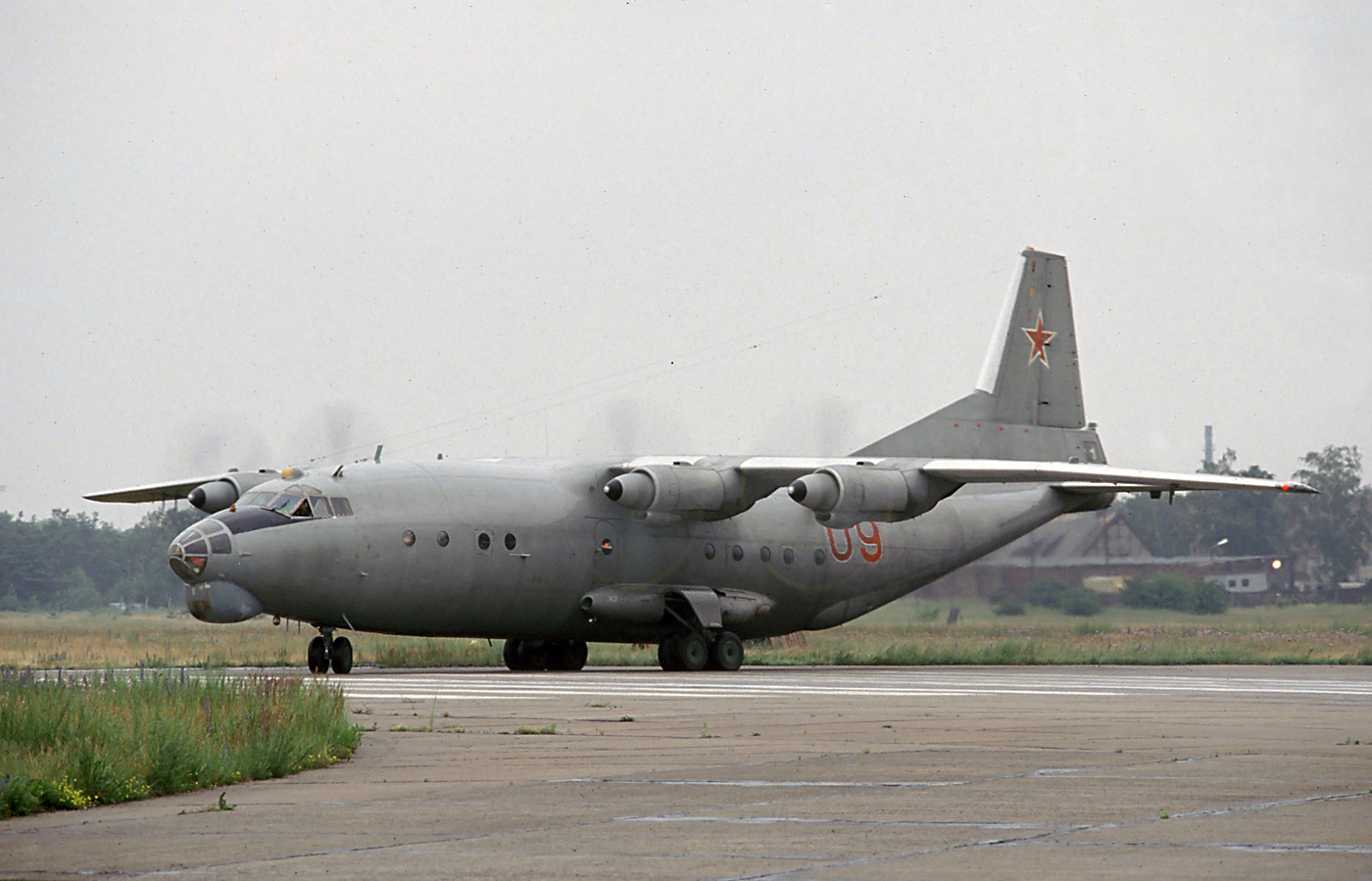
Военно-транспортный самолёт Ан-12. С этого самолёта началось качественное преобразование советских ВДВ, которое заключалось в появившейся возможности парашютного десантирования боевой техники

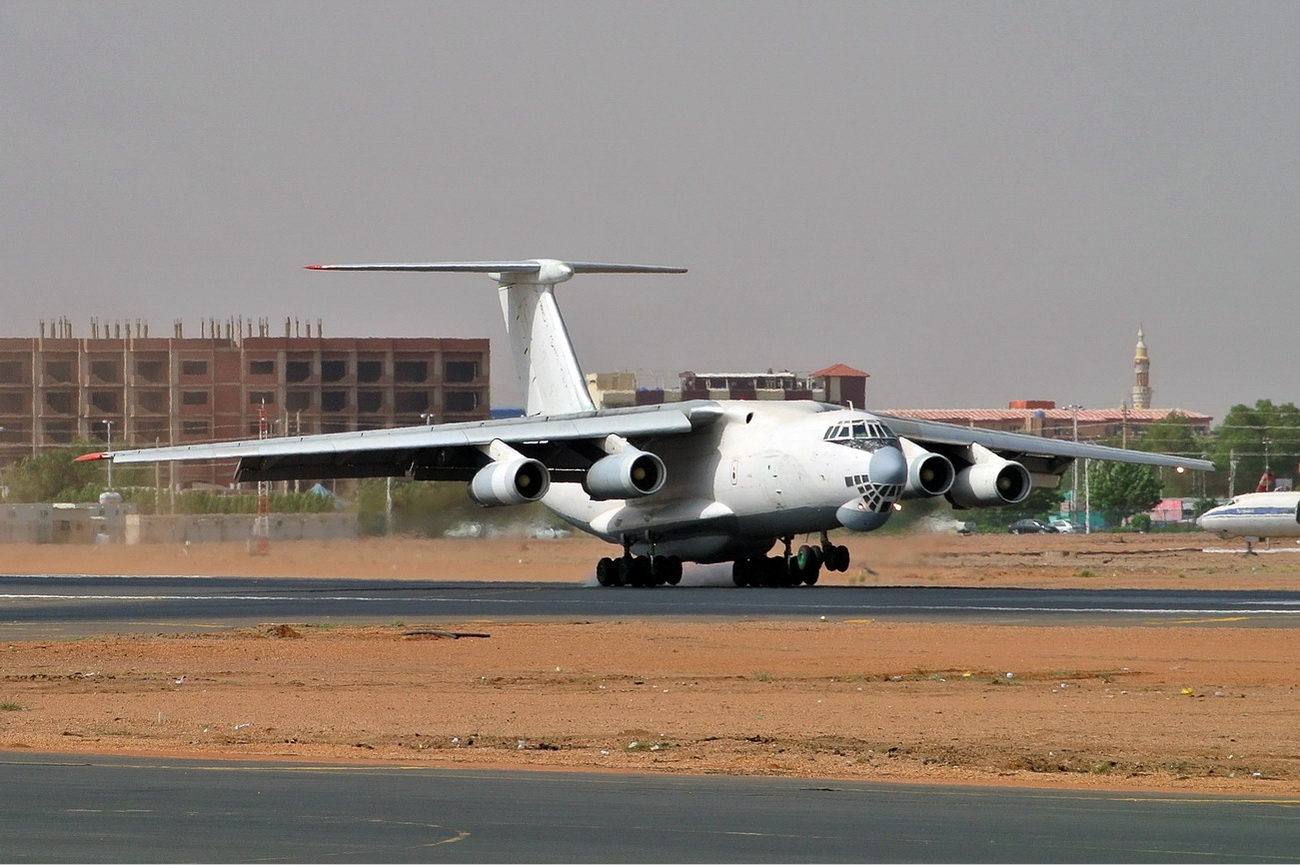
Военно-транспортный самолёт Ил-76. Основной самолёт для парашютного десантирования в советских ВДВ с середины 1970-х годов

Долгое время с военных лет, для парашютного десантирования использовались транспортно-десантные самолёты Ли-2, которые не отвечали требованиям ВДВ из-за малой вместимости. В 1948 году советская авиапромышленность представила для ВДВ новый самолёт Ил-12Д, который мог брать на борт до 38 десантников или груз массой 3 700 килограмм.
В 1958 году на вооружение военно-транспортной авиации поступил новый грузовой самолёт Ан-8. Он позволил осуществлять парашютное десантирование АСУ-57 и других образцов вооружения на парашютных платформах. Самолёт брал на борт или 40 десантников или 11 000 килограмм груза. Но широкого применения Ан-8 не нашёл, поскольку в 1959 году на его замену в военно-транспортную авиацию пришёл более грузоподъёмный самолёт Ан-12.
Ан-12 для советских десантников стал поистине эпохальным самолётом, который позволил осуществить планы Командующего ВДВ Маргелова на полную механизацию войск. Самолёт позволял брать на борт 60 парашютистов или 20 тонн груза. Одновременно самолёт мог поднять 2 единицы БМД-1 или боевых машин сделанных на его базе.
Следующим крупнофюзеляжным самолётом повысившим возможности ВДВ стал тяжёлый транспортный самолёт Ан-22, который поступил на вооружение 12-й военно-транспортной авиационной дивизии в 1974 году. Данная дивизия занималась авиационным обеспечением ВДВ и располагала 63 самолётами Ан-22. Самолёт мог брать на борт до 150 парашютистов или 4 БМД-1.
С 1976 года на вооружение военно-транспортной авиации начали поступать военно-транспортные самолёты Ил-76, которые позволяли перевозить до 128 десантников или 3 БМД-1. К середине 1980-х годов Ил-76 стал основным самолетом военно-транспортной авиации по численности (около 50 % от общего количества), так и по совокупному тоннажу перевозимых грузов (более 60 %). К 1991 году эти показатели достигли соответственно 69 % и 70 %.
Авиационное обеспечение ВДВ осуществляли 5 военно-транспортных авиационных дивизий и 4 отдельных авиационных полка. Для повседневной воздушно-десантной подготовки и осуществления учебных парашютных прыжков — в каждой из дивизии имелась отдельная авиационная эскадрилья лёгких самолётов Ан-2.
На 1990 год в составе 5 военно-транспортных авиационных дивизий Военно-транспортной авиации ВВС СССР имелись самолёты следующих типов:
- Ан-12 — 150;
- Ан-22 — 55;
- Ил-76 — 435;
- Ан-124 — 29.

##### Воздушно-десантное обеспечение

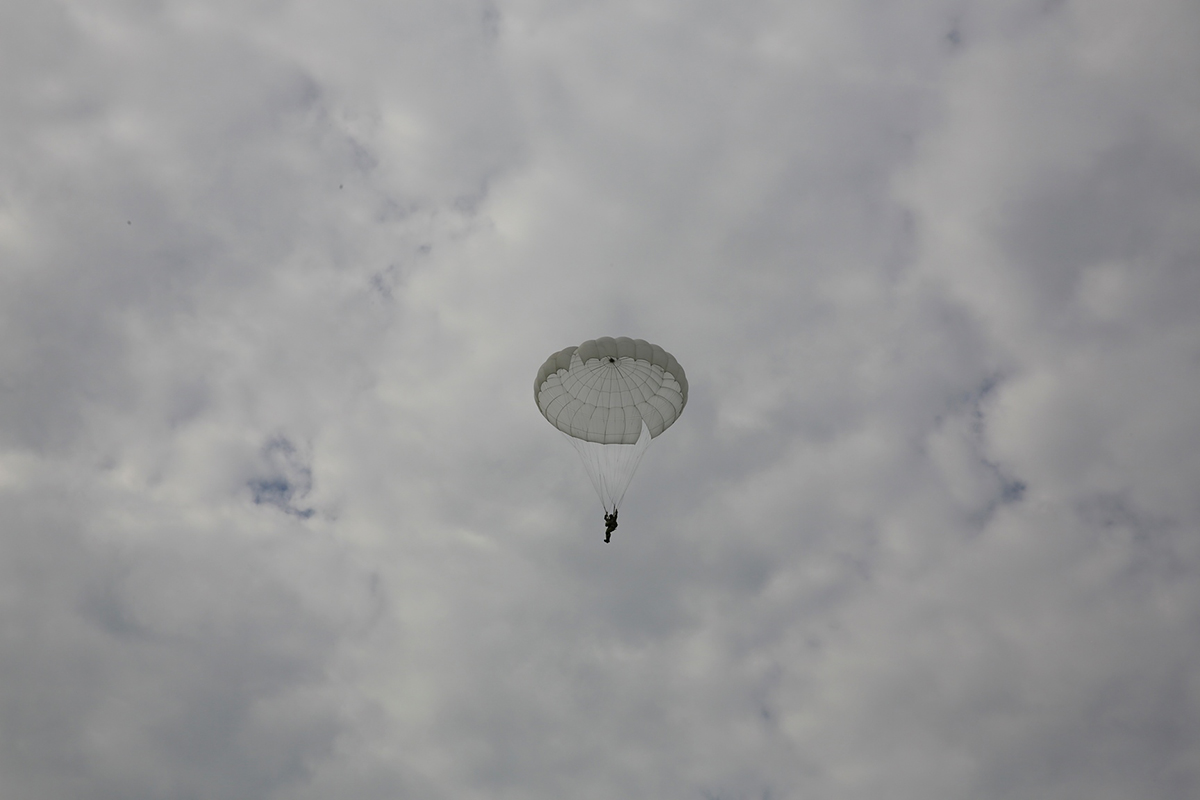
Десантник на парашютной системе Д-6-4

В 1948 году на снабжение ВДВ был взят основной парашют ПД-47 с перкалевым куполом квадратной формы, который комплектовался с запасным парашютом марки ПЗ-47, ПЗ-41 и ПЗ-41А. В первый же год эксплуатации произошло 12 случаев отказа данной парашютной системы, что к началу 1950-х годов у личного состава ВДВ появилась неуверенность в безопасности совершения прыжков. На замену ПД-47 в 1955 году был принят парашют Д-1 с перкалевым куполом круглой формы. В эксплуатации он оказался гораздо безопаснее чем ПД-47. Его усовершенствованная модификация Д-1-8 была принята на снабжение в 1959 году. В начале 1970-х годов на снабжение принимается парашют Д-5, который вскоре был заменён на людской десантный парашют Д-6 имевший капроновый купол квадратной формы. Он позволял осуществлять прыжки десантнику с общим весом в 120 килограмм, минимальной высоты прыжка в 200 метров. Так же использовались парашютные системы Д-1-5у, имеющие перкалевый купол круглой формы. Парашют Д-1-5у позволял совершать прыжки из самолета с принудительным раскрытием со сверхмалой высоты в 80-100 метров. Кроме Д-1-5у и парашютов серии Д-6 в ВДВ использовались и другие системы: ПСН-72, «Лесник», Т-2, Т-4, УТ-15, а также для показательных прыжков и выполнения специальных заданий парашюты типа ПО-9 и ПО-16.
Самым массовым десантным парашютом советских ВДВ перед распадом СССР, стала парашютная система Д-6-4, которая использовалась с запасным парашютом З-5.
Появление на вооружении ВДВ первых образцов авиадесантной бронетехники и потребность в парашютном десантировании автомобилей, привело к разработкам новых грузовых парашютных систем и грузовых платформ. Основной задачей для конструкторов воздушно-десантной техники стал вопрос безопасного десантирования БМД-1 и машин на его базе. Первоначально конструкторами была предложена многокупольная система «Кентавр» МКС-5-128М, в которой было пять куполов каждый из которых имел площадь в 760 квадратных метров. Система «Кентавр» позволяла БМД, установленную на грузовую платформу П-7, снижаться со скоростью не более 7 метров в секунду, то есть со скоростью с которой спускается обычный парашютист. Система «Кентавр» была испытана в 1971 году десантированием БМД без экипажа. А с 1973 года было освоено парашютное десантирование с экипажем внутри БМД. Система имела существенные недостатки:
- общий вес парашютной системы и грузовой платформы П-7 превышал 2 тонны;
- укладка нескольких куполов занимала много времени;
- транспортировка машины с пришвартованной парашютной системой, производилась на грузовой платформе со съёмными колёсами, которую требовалось буксировать — на что уходило много времени;
- низкая скорость снижения приводила к большому разбросу машин на площадке приземления.

В 1976 году была испытана парашютная система «Реактавр» ПРСМ-915 (ПРСМ-925), обходившаяся без грузовой платформы, в которой вместо нескольких куполов применялся только один с площадью в 540 квадратных метров. Один купол обеспечивал спуск БМД на скорости 20-25 метров секунду. При раскрытии купола высвобождались специальные складные штанги (щупы), которые под силой тяжести опускались вниз — ниже уровня подвешенной в воздухе машины. При контакте щупов с земной поверхностью срабатывали 3 пороховых реактивных двигателя (на ПРСМ-925 — 4 двигателя) с суммарной тягой от 18 до 30 тонн. К моменту касания земли гусеницами машины, работа двигателей замедляла скорость снижения до 5,5 метров в секунду. За счёт отсутствия грузовой платформы, было сокращено время на установку машины с пришвартованной парашютной системой в самолёт. Быстрая скорость снижения дала меньший разброс на площадке приземления. А наличие только одного купола — сократило время на укладку парашютной системы и снизило её вес.

#### Участие ВДВ в боевых действиях в послевоенный период

##### Венгерское восстание 1956 года
В ноябре 1956 года ВДВ были задействованы в подавлении Венгерского мятежа. В операции «Вихрь» участвовали 7-я и 31-я гвардейские воздушно-десантные дивизии в составе 4 парашютно-десантных полков. Перед ними была поставлена задача подавить зенитные батареи в пунктах высадки и захватить ряд важных объектов.
1 ноября 1956 года 114-й и 381-й парашютно-десантные полки 31-й дивизии осуществили посадочное десантирование на аэродром Веспрем, где десантниками были уничтожены зенитные батареи ПВО аэродрома.
3 ноября 108-й парашютно-десантный полк 7-й дивизии осуществил посадочное десантирование на аэродром города Текель. В ходе захвата аэродрома десантниками было уничтожено 6 зенитных батарей ПВО. В это время 80-й парашютно-десантный полк этой же 7-й дивизии на штатной технике совершил марш-бросок (около 350 километров) из города Мукачево Закарпатской области к Будапешту, где соединился со 108-м полком к утру 4 ноября.
Все 4 полка приняли участие в штурме Будапешта, который начался утром 4 ноября.
381-й полк осуществил захват Университетского городка. 80-й полк совместно с 100-м гвардейским танковым полком 31-й гвардейской танковой дивизии занимался освобождением от мятежников ряда кварталов в центре города. Также 80-й полк совместно с 100-м танковым полком провели зачистку пригорода Будапешта Кишпешт, а так же очистили от мятежников улицу Юллеи.
К исходу 12 ноября 1956 года боевые действия в Будапеште завершились. Потери личный состав 7-й и 31-й воздушно-десантных дивизий в боевых действиях с мятежниками составили:
- убитыми — 85 человек;
- ранеными — 265;
- пропавшими без вести — 12.

Потери в технике и вооружении 31-й гвардейской вдд составили: 2 безоткатных орудия Б-10, 2 зенитные установки ЗУ-2, 9 ручных пулемётов, 69 автоматов, 6 гранатомётов и 1 пистолет.
Четверо офицеров были удостоены звания Герой Советского Союза:
- Волокитин Петр Григорьевич — командир взвода 381-го полка, гвардии старший лейтенант (посмертно);
- Зинуков Михаил Семенович — командир роты 114-го полка, гвардии старший лейтенант (посмертно);
- Муравлев Николай Васильевич — заместитель командира роты 114-го полка, гвардии капитан (посмертно);
- Харламов Николай Иванович — командир роты 108-го полка, гвардии капитан.

##### Афганская война (1979—1989)

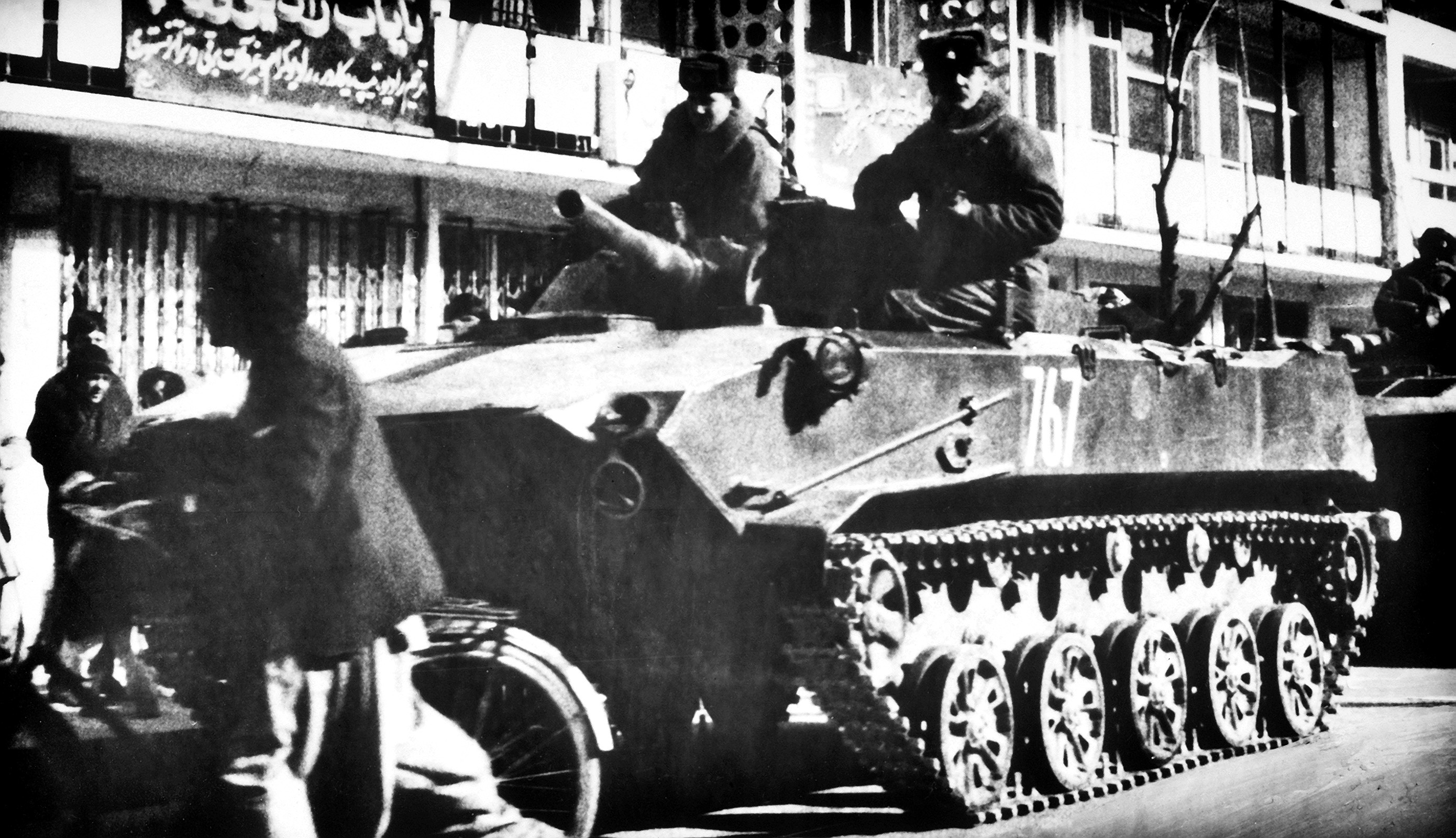
Советские десантники на БМД-1, Афганистан

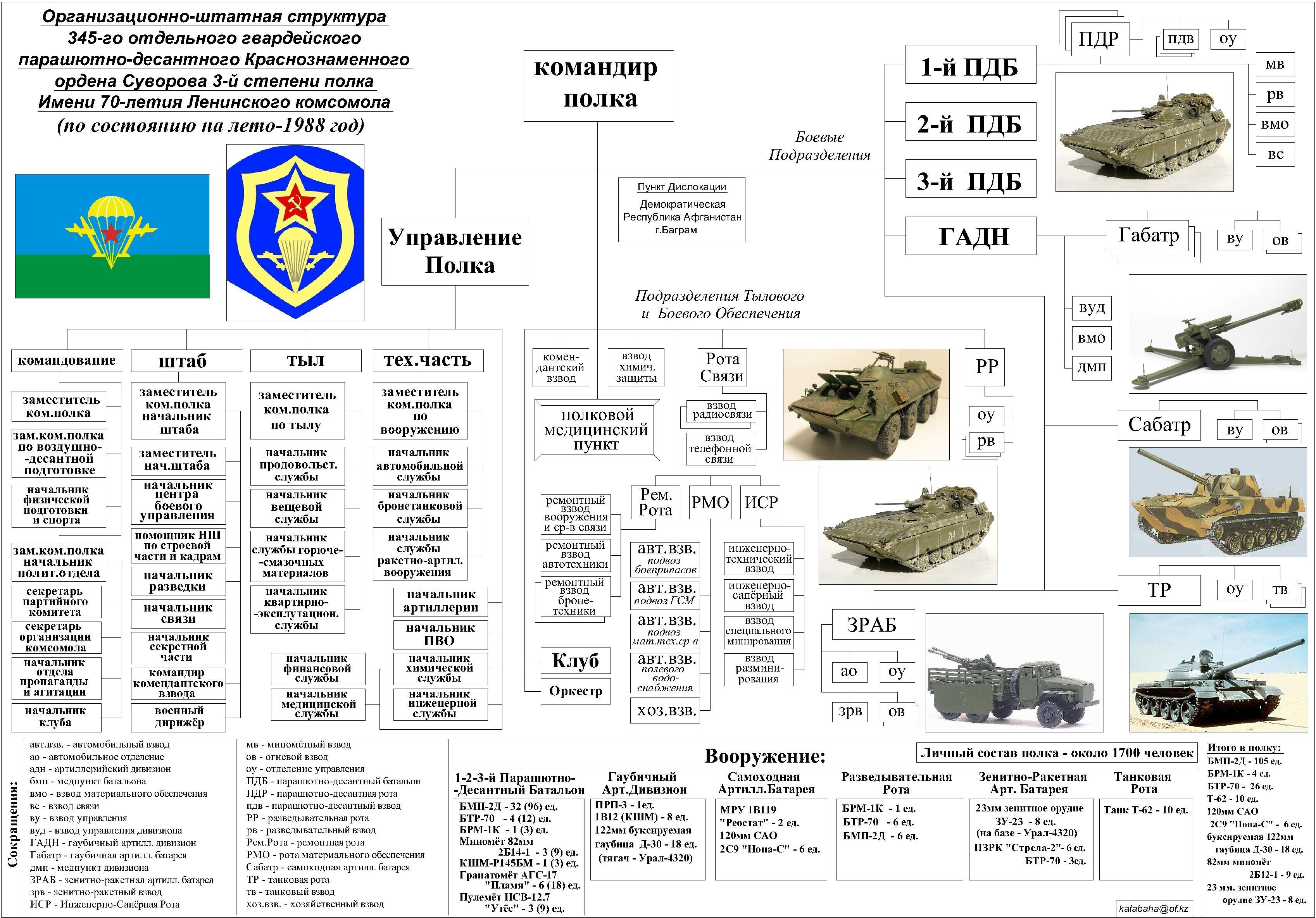
Организационно-штатная структура 345-го отдельного гвардейского парашютно-десантного полка, на лето 1988 года

Непосредственно перед вводом советских войск, 23 декабря 1979 года в Афганистане была создана Оперативная группа ВДВ, которая состояла из офицеров Главного штаба ВДВ и возглавлялась заместителем командующего ВДВ генерал-лейтенантом Гуськовым Н. Н.. Оперативная группа занималась рекогносцировкой будущих пунктов дислокации частей воздушно-десантных войск в городах Кабул и Баграм и отработкой маршрутов продвижения подразделений после высадки к назначенным им пунктам. С 28 декабря группа также осуществляла управление и частями 108-й мотострелковой дивизии, поскольку управление 40-й общевойсковой армии было введено на территорию Афганистана только в первых числах января 1980 года. После создания Оперативной группы Министерства обороны СССР во главе с маршалом Соколовым С. Л., Оперативная группа ВДВ была упразднена.
Из соединений и частей ВДВ в Афганистан были отправлены 103-я гвардейская воздушно-десантная дивизия и 345-й отдельный гвардейский воздушно-десантный полк.
Формально советские ВДВ не участвовали в афганской войне, поскольку в январе 1980 года 103-я дивизия и 345-й полк были выведены из подчинения ВДВ и переданы в состав 40-й армии.
В некоторых источниках к частям ВДВ в составе 40-й армии ошибочно причисляются 56-я отдельная гвардейская десантно-штурмовая бригада и 2 десантно-штурмовых батальона в составе 70-й гвардейской и 66-й отдельной мотострелковой бригад. Но десантно-штурмовые формирования до августа 1990 года относились к Сухопутным войскам ВС СССР.
Десантно-штурмовой батальон в состав 70-й мотострелковой бригады был выделен из 56-й десантно-штурмовой бригады. Десантно-штурмовой батальон в состав 66-й мотострелковой бригады был выделен из 39-й отдельной десантно-штурмовой бригады Прикарпатского военного округа.
Практически за всю войну не возникло ситуации потребовавшей проведение парашютного десанта. В ходе боевых действий все указанные формирования использовались в качестве обычных мотострелковых частей. В некоторых случаях военнослужащие парашютно-десантных и десантно-штурмовых батальонов участвовали в вертолётных тактических десантах в труднодоступной горной местности посадочным способом, которые наравне с ними совершали военнослужащие мотострелковых батальонов, сапёры, связисты  и военнослужащие Пограничных войск КГБ СССР. Для пограничных войск в Афганистане в 1982 году были даже созданы специализированные подразделения под названием «десантно-штурмовые маневренные группы», которые использовались как тактические вертолётные десанты.
Самым первым боем афганской войны, в котором приняли участие советские десантники, стал бой у кишлака Шигал в провинции Кунар 29 февраля 1980 года. Этот же бой для десантников стал самым тяжёлым по числу людских потерь за всю войну.
В ходе боевых действий, ещё на начальном этапе, было выявлено слабое бронирование и низкий ресурс штатной авиадесантной бронетехники. В результате военное руководство приняло решение о полной замене БМД-1 и БТР-Д на штатную бронетехнику мотострелковых войск — бронетранспортёры БТР-70 и боевые машины пехоты БМП-2Д. Замена бронетехники в 103-й дивизии и в 345-м полку была произведена в апреле 1982 года. Замена БМД-1 на БМП-2Д в 56-й десантно-штурмовой бригаде произошла только в октябре 1985 года.
С мая 1982 года подготовка рядового состава для прохождения дальнейшей службы в парашютно-десантных и десантно-штурмовых формированиях 40-й армии была отведена 387-му отдельному учебному парашютно-десантному полку, дислоцированному в городе Фергана Узбекской ССР. Официально статус учебного полка был присвоен только 20 октября 1985 года.
Также в ходе боевых действий выяснилась слабая огневая мощь десантных частей. Встал вопрос о выделении танковых подразделений. В октябре 1982 года 62-й отдельный самоходный артиллерийский дивизион на АСУ-85 103-й воздушно-десантной дивизии был переформирован в 62-й отдельный танковый батальон на танках Т-62М. В марте 1984 года 345-й парашютно-десантный полк также получил в свой состав танковую роту.
К декабрю 1986 года в составе 40-й армии находилось 5 десантно-штурмовых и 13 парашютно-десантных батальонов.
Всего за годы войны потери воздушно-десантных частей и десантно-штурмовых формирований составили более 2 100 человек.
Безвозвратные потери по 103-й дивизии и её воинским частям выглядят следующим образом:
- 103-я воздушно-десантная дивизия — общие потери 855 человек[102], из них:
  - 317-й парашютно-десантный полк — 183[103];
  - 350-й парашютно-десантный полк — 365[104];
  - 357-й парашютно-десантный полк — 219;
  - 1179-й артиллерийский полк — 31;
  - 130-й отдельный инженерно-сапёрный батальон — 15;
  - 742-й отдельный батальон связи — 5;
  - 80-я отдельная разведывательная рота — 14;
- 345-й отдельный парашютно-десантный полк — 415[105].

Безвозвратные потери десантно-штурмовых формирований:
- 56-я отдельная десантно-штурмовая бригада — 517 человек[106];
- десантно-штурмовой батальон 66-й мотострелковой бригады — 144;
- десантно-штурмовой батальон 70-й мотострелковой бригады — 211[107].

За проявленное мужество и героизм в ходе выполнения боевых задач на территории Республики Афганистан, званием Герой Советского Союза были удостоены 8 военнослужащих 103-й дивизии, 8 военнослужащих 345-го полка и 1 военнослужащий 56-й десантно-штурмовой бригады.

#### Участие ВДВ в несвойственных ему задачах
В послевоенный период и непосредственно перед самым распадом СССР, советские ВДВ неоднократно привлекались к выполнению несвойственных им задач, не связанных напрямую с проведением боевых действий.

##### Участие в демонстрации силы
В августе 1968 года соединения советских ВДВ участвовали в операции «Дунай», которая заключалась во вводе войск стран Варшавского договора в Чехословацкую Социалистическую Республику, с целью смены внешней и внутренней политики от правящего режима. Боевые действия в ходе данной операции не велись.
В этой операции от советских ВДВ участвовали 7-я и 103-я воздушно-десантные дивизии. В ночь на 21 августа 7-я дивизия начала высадку посадочным методом в аэропорту Рузине под Прагой. 103-я дивизия утром 21 августа также посадочным способом начала высадку в аэропорту Туржаны под Брно и на военном аэродроме Намешть под городом Тршебич. К обеду 21 августа высаженные десантные части заняли все важные стратегические объекты Праги и Брно, что способствовало вводу сухопутных войск стран Варшавского договора. К середине сентября все части советских ВДВ покинули территорию Чехословакии и вернулись в пункты постоянной дислокации.

##### Участие в пресечении межнациональных конфликтов
В последние годы существования СССР, на его территории нередко вспыхивали межнациональные конфликты, сопровождавшиеся вооружённым противоборством этнических групп. Для стабилизации ситуации и пресечения межнациональных конфликтов, к этому процессу кроме сотрудников местных правоохранительных органов в виде милиции и сотрудников КГБ союзных республик, также привлекались части Внутренних войск МВД СССР и Советской армии. В задачу военнослужащих ставилось разъединение противостоящих враждующих этнических групп, их разоружение, обеспечение общественного правопорядка, поиск и нейтрализация незаконных вооружённых формирований, защита мирных граждан. В числе воинских частей привлекаемых от Советской армии — активно привлекались части советских ВДВ, которых оперативно перебрасывали на самолётах военно-транспортной авиации в районы межнациональных конфликтов.
К числу межнациональных конфликтов, к пресечению которых привлекались советские ВДВ относятся:
- Карабахский конфликт — с февраля 1988 до начала 1990 года в пресечении конфликта участвовали части 106-й, 76-й, 98-й и 104-й воздушно-десантных дивизий а также подразделения 21-й и 56-й десантно-штурмовых бригад. Подразделения от указанных формирований были введены в Армянскую ССР для осуществления безопасного вывода из республики проживавших там азербайджанцев, и введены в Азербайджанскую ССР — для безопасного вывода проживавших там армян.
- Массовые беспорядки в Душанбе (1990) — в феврале 1990 года в пресечении массовых беспорядков в столице Таджикской ССР в городе Душанбе были задействованы подразделения 299-го парашютно-десантного полка 98-й воздушно-десантной дивизии, переброшенные военно-транспортной авиацией. Беспорядки были спровоцированы на межнациональной почве, поводом для которых стало прибытие армянских беженцев в Душанбе после погромов из Азербайджанской ССР.
- Ошские события 1990 года — в июне 1990 года в целях блокирования дорог и недопущения эскалации конфликта в город Фергана Узбекской ССР военно-транспортной авиацией были переброшены подразделения 104-го парашютно-десантного полка 76-й воздушно-десантной дивизии и 56-й десантно-штурмовой бригады. В столицу Киргизской ССР город Фрунзе были переброшены подразделения 137-го парашютно-десантного полка 106-й воздушно-десантной дивизии которые после продвинувшись на автомобилях в южном направлении, перекрыли горные перевалы на юг республики. После этого десантниками были взяты под контроль города Ош и Узген.

##### Участие в подавлении сепаратных настроений
В 1990—1991 годах части советских ВДВ, наравне с другими частями Советской армии и Внутренних войск МВД СССР, привлекались к подавлению сепаратных настроений в некоторых союзных закавказских и прибалтийских республиках.
К резонансным событиям этого периода с участием частей ВДВ относятся следующие:
- Тбилисская трагедия — разгон оппозиционного митинга в Тбилиси 9 апреля 1989 года. В разгоне демонстрации принимали участие 440 военнослужащих 345-го парашютно-десантного полка 104-й воздушно-десантной дивизии. В ходе разгона митинга погибли 19 мирных жителей;
- Чёрный январь — подавление политической оппозиции подразделениями Советской армии в ночь на 20 января 1990 года в Баку. В штурме города от советских ВДВ участвовали подразделения от 76-й и 106-й воздушно-десантных дивизий, 21-й и 56-й десантно-штурмовых бригад. Среди мирного населения погибло от 131 до 170 человек;
- Январские события в Вильнюсе — разгон оппозиционных митингов в Вильнюсе 11—13 января 1991 года. В событиях участвовали подразделения 76-й и 7-й воздушно-десантных дивизий. В ходе событий которых погибли 15 мирных жителей.

##### Участие в охране государственной границы СССР
К концу 1989 года войска Закавказского пограничного округа столкнулись с участившимися случаями массового пересечения советскими гражданами государственной границы между СССР и Ираном. Штатной численности пограничников не хватало для пресечения массового неповиновения граждан. По этой причине, для усиления пограничных частей на советско-иранской границе, Министром обороны СССР и Генеральным штабом ВС СССР были изданы директивы от 4 января 1990 о передаче 103-й воздушно-десантной дивизии в состав Пограничных войск КГБ СССР.
103-я дивизия была неполным составом передислоцирована из Белорусской ССР в Азербайджанскую ССР и более полутора лет занималась охраной советско-иранской границы.
23 сентября 1991 года части 103-й дивизии были возвращены обратно в состав ВДВ и вернулись в пункты постоянной дислокации.

### Историческая оценка боевого использования советских ВДВ
За всё время существования советских ВДВ, не было ни одного успешного применения по прямому предназначению, под которым подразумевается осуществление массовых парашютных десантов в тыл противника.
От момента создания и до Великой Отечественной войны, части ВДВ в военных конфликтах с участием СССР в период с 1938 по 1940 годы, использовались исключительно в роли пехотных частей.
За годы Великой Отечественной войны советские ВДВ не сумели проявить себя в крупных воздушно-десантных операциях:

«…К окончанию Великой Отечественной войны ВДВ подошли со скромными результатами. Очевидно, что все крупные воздушно-десантные операции, проведенные ВДВ во время войны, не достигли своих целей. Основной причиной этому можно назвать плохо поставленную систему снабжения высаженных войск, а так же неистребимое желание высшего командования ставить своим войскам невыполнимые задачи…»— Суконкин Алексей. «Десант Страны Советов»
В военных конфликтах, в которых СССР участвовал в послевоенный период, также не возникало ситуации которые потребовали проведение крупных парашютных десантов.
В ходе афганской войны продолжавшейся 9 лет, ни разу не создавалась оперативная ситуация требовавшая массовую парашютную выброску. Все эти годы части воздушно-десантных войск в составе 40-й армии, использовались в качестве мотострелковых войск:

«…В ходе боевых действий в Республике Афганистан советские воздушно-десантные войска (103-я воздушно-десантная дивизия, 345-й отдельный парашютно-десантный полк, 56-я отдельная десантно-штурмовая бригада) использовались чаще всего как мотострелковые соединения и части…»— генерал-майор Никитенко Е. Г. «Афганистан: От войны 80-х до прогноза новых войн»
В последние годы существования СССР, с февраля 1988 года, советские ВДВ чаще использовались как войска правопорядка:

«…К сожалению, в последние годы существования СССР с февраля 1988 г. ВДВ стали привлекать для не свойственных им по боевому предназначению задач, начиная с Нагорного Карабаха, затем в Ереване и Баку, Оше и Вильнюсе. Десантные части на закате существования СССР, как наиболее мобильные и хорошо подготовленные, использовались и для локализации межэтнических конфликтов, и для оказания помощи после разрушительного землетрясения в Спитаке, и для охраны важных военных и народнохозяйственных объектов, защиты семей военнослужащих и другого мирного населения и т.д…»— Феськов В.И., Голиков В.И., Калашников К.А., Слугин С.А. «Вооруженные Силы СССР после Второй мировой войны: от Красной Армии к Советской. Часть 1: Сухопутные войска»

### Состав ВДВ на момент распада СССР
Среди аналогичных родов войск в вооружённых силах других государств, советские ВДВ были крупнейшими по численности личного состава (77 036 человек).
На момент распада СССР, советские ВДВ включали в свой состав 8 воздушно-десантных дивизий и 14 воздушно-десантных бригад (по оценке западных экспертов — 7 дивизий и 10 бригад).
Среди крупнейших вооружённых сил других стран мира, на тот исторический период формирования воздушно-десантных (аэромобильных) войск имелись в следующем количестве:
- Народно-освободительная армия Китая — 3 дивизии в составе Воздушно-десантного корпуса ВВС[113];
- Армия США — 2 дивизии (82-я и 101-я) и 1 бригада (173-я воздушно-десантная)[114];
- Армия Франции — 2 дивизии (11-я воздушно-десантная и 4-я аэромобильная дивизия[фр.])[115];
- Армия Федеративной Республики Германия — 1 дивизия (1-я воздушно-десантная[нем.])[116].

Ниже приведён список воинских формирований и военных учреждений Воздушно-десантных войск ВС СССР на лето 1991 года.

### Раздел ВДВ ВС СССР между странами СНГ
Возникновение сепаратных настроений в СССР, привели к «параду суверенитетов» в которых союзные республики объявляли себя независимыми государствами с последовавшими притязаниями на часть Вооружённых Сил СССР, находящихся на их территории. Данный процесс начался ещё в августе 1991 года, а после распада Советского Союза в декабре того же года, перешёл в раздел бывших Вооружённых Сил СССР.
Процесс по разделу бывших советских ВДВ между постсоветскими государствами протекал по разному. К примеру договорённости по разделу 105-й гвардейской воздушно-десантной дивизии были заключены в мае 1992 года, раздел 98-й гвардейской воздушно-десантной дивизии затянулся до мая 1993 года.
При разделе бывших советских ВДВ, некоторые соединения были разделены между несколькими государствами. Так 105-я гвардейская воздушно-десантная дивизия находившаяся на конечной стадии формирования была разделена между Россией, Узбекистаном, Казахстаном и Туркменистаном. 98-я гвардейская воздушно-десантная дивизия была разделена между Россией, Украиной и Молдавией. При разделе 98-й дивизии разделу подверглись некоторые воинские части. Так к примеру при разделе 300-го парашютно-десантного полка в Молдавии осталась половина штатной техники и часть личного состава, которая была представлена местными уроженцами. То же самое произошло при разделе 1065-го артиллерийского полка, у которого вся штатная техника и часть личного состава отошла Украине. При разделе 56-й отдельной гвардейской десантно-штурмовой бригады, часть личного состава решила продолжить службу в Вооружённых силах Туркменистана, в результате чего на базе 56-й бригады был создан сводный парашютно-десантный батальон, получивший название 152-й отдельный десантно-штурмовой батальон.
По итогам раздела советских ВДВ следующие государства получили в своё распоряжение:
- Российская Федерация:
  - 7-я гвардейская воздушно-десантная Краснознамённая, орденов Суворова и Кутузова дивизия — дислоцировалась в Краснодарском крае.
  - 76-я гвардейская воздушно-десантная Черниговская Краснознамённая, ордена Кутузова дивизия — Псковская область;
  - 104-я гвардейская воздушно-десантная дивизия — передислоцирована в мае 1993 года из г. Кировабад (Азербайджан) в Ульяновск;
  - 106-я гвардейская воздушно-десантная дивизия — Тула и Рязань;
  - 44-я учебная воздушно-десантная дивизия — передислоцирована летом 1993 года из г. Гайжунай (Литва) в Омск;
  - 56-я отдельная гвардейская десантно-штурмовая бригада — передислоцирована в октябре 1992 года из г. Иолотань (Туркменистан) в г. Камышин, Волгоградская область;
  - 21-я отдельная десантно-штурмовая бригада — г. Ставрополь;
  - 36-я отдельная десантно-штурмовая бригада — н.п. Гарболово, Ленинградская область;
  - 37-я отдельная воздушно-десантная бригада — г. Черняховск, Калининградская область:
  - 83-я отдельная гвардейская десантно-штурмовая бригада — Уссурийск, Приморский край;
  - 11-я отдельная гвардейская десантно-штурмовая бригада — Улан-Удэ, Республика Бурятия;
  - 13-я отдельная десантно-штурмовая бригада — в н.п. Магдагачи и Завитинск, Амурская область;
  - 345-й отдельный гвардейский парашютно-десантный полк — выведен в октябре 1992 года из г. Кировабад (Азербайджан) в г. Гудаута, Абхазия;
  - 171-я бригада связи — н.п. Медвежьи озёра, Московская область;
  - 217-й гвардейский парашютно-десантный полк 98-й гвардейской воздушно-десантной дивизии — передислоцирован из г. Болград (Украина) в г. Иваново
  - 300-й гвардейский парашютно-десантный полк 98-й гвардейской воздушно-десантной дивизии — передислоцирован в 1993 году из г. Кишинёв в г. Абакан, Республика Хакасия.
- Украина:
  - Управление и части дивизионного комплекта 98-й гвардейской воздушно-десантной дивизии — г. Болград, Одесская область;
    - 299-й гвардейский парашютно-десантный полк 98-й дивизии — г. Болград, Одесская область;
    - 1065-й гвардейский артиллерийский полк 98-й дивизии — г. Весёлый Кут, Одесская область.

  - 23-я отдельная десантно-штурмовая бригада — г. Кременчуг, Полтавская область;
  - 39-я отдельная десантно-штурмовая бригада — г. Хыров, Львовская область;
  - 40-я отдельная десантно-штурмовая бригада — пгт. Большая Корениха, Николаевская область;
  - 58-я отдельная десантно-штурмовая бригада — г. Кременчуг, Полтавская область.
- Белоруссия:
  - 103-я гвардейская воздушно-десантная дивизия — г. Витебск;
  - 38-я отдельная гвардейская десантно-штурмовая бригада — г. Брест.
- Узбекистан:
  - Управление и части дивизионного комплекта 105-й гвардейской воздушно-десантной дивизии — в г. Фергана и г. Наманган;
    - 387-й горно-пустынный парашютно-десантный полк 105-й дивизии — г. Фергана;
    - 530-й артиллерийский полк 105-й дивизии — г. Фергана.
- Туркменистан:
  - 152-й отдельный десантно-штурмовой батальон — Иолотань, Марыйская область. Образован при разделе 56-й отдельной десантно-штурмовой бригады
- Молдова:
  - половина штатной техники и часть личного состава 300-го гвардейского парашютно-десантного полка 98-й дивизии — г. Кишинёв.
- Казахстан:
  - 35-я отдельная гвардейская десантно-штурмовая бригада — г. Капчагай, Алма-Атинская область.
- Азербайджан — часть штатной техники 104-й гвардейской воздушно-десантной дивизии.

По оценкам экспертов издания The Military Balance на 1994—1995 годы, когда основной раздел вооружений бывших ВС СССР был уже произведён, количество образцов авиадесантной техники бывших советских ВДВ доставшихся бывшим союзным республикам, существенно различалось.
| Вооружённые силы государства | боевые машины десанта (БМД-1 и БМД-2) | бронетранспортёры десантные (БТР-Д) | самоходные комбинированные орудия (2С9 «Нона») |
| ---------------------------- | ------------------------------------- | ----------------------------------- | ---------------------------------------------- |
| Азербайджан                  | 79                                    | 22                                  | 36                                             |
| Белоруссия                   | 129                                   | 117                                 | 54                                             |
| Казахстан                    | —                                     | —                                   | 26                                             |
| Молдавия                     | 56                                    | 11                                  | 9                                              |
| Россия                       | 1600                                  | 700                                 | 332                                            |
| Туркменистан                 | —                                     | —                                   | 21                                             |
| Узбекистан                   | 133                                   | 70                                  | 60                                             |
| Украина                      | 120                                   | 40                                  | 64                                             |

## Командующие ВДВ ВС СССР
Должность Командующего ВДВ в период с 4 октября по 8 декабря 1944 и в период с 31 декабря 1948 по 18 апреля 1953 года называлась — Командующий Отдельной гвардейской воздушно-десантной армией (ОГВДА).
Список командующих ВДВ и командующих ОГВДА:
- генерал-майор Глазунов Василий Афанасьевич — сентябрь 1941 — июнь 1943;
- генерал-лейтенант Капитохин Александр Георгиевич — июнь 1943 — август 1944;
- генерал-лейтенант Затевахин Иван Иванович — август 1944 — январь 1946;
- генерал-полковник Глаголев Василий Васильевич — январь 1946 — октябрь 1947;
- генерал-лейтенант Казанкин Александр Фёдорович — октябрь 1947 — декабрь 1948;
- генерал-полковник авиации Руденко Сергей Игнатьевич — декабрь 1948 — январь 1950;
- генерал-лейтенант Казанкин, Александр Фёдорович — январь 1950 — март 1950;
- генерал-полковник Горбатов Александр Васильевич — март 1950 — май 1954;
- генерал-лейтенант Маргелов Василий Филиппович — май 1954 — март 1959;
- генерал-полковник Тутаринов Иван Васильевич — март 1959 — июль 1961;
- генерал армии Маргелов Василий Филиппович — июль 1961 — январь 1979;
- генерал армии Сухоруков Дмитрий Семёнович — январь 1979 — июль 1987;
- генерал-полковник Калинин Николай Васильевич — август 1987 — январь 1989;
- генерал-полковник Ачалов Владислав Алексеевич — январь 1989 — декабрь 1990;
- генерал-майор (с 6 февраля 1991 года генерал-лейтенант) Грачёв Павел Сергеевич — декабрь 1990 — август 1991;
- генерал-полковник Подколзин Евгений Николаевич — август 1991 — февраль 1992.

## В культуре
- х/ф В зоне особого внимания (1977)
- х/ф «Ответный ход» (1981)